# Единая лига ВТБ 2015/2016. Второй круг
В этой статье представлены результаты матчей второго круга Единой лиги ВТБ 2015/2016.

## 16 тур
| 16 января 2016 17:00 | Отчёт | Красный Октябрь            | 85:82    | Вита          | «Альянс-Баскет», Волгоград Зрителей: 470 Судьи: Ингус Бауманис Андрей Шарапа Ивор Матейек |
| 16 января 2016 17:00 | Отчёт | 25:24, 19:19, 29:11, 12:28 |          |               | «Альянс-Баскет», Волгоград Зрителей: 470 Судьи: Ингус Бауманис Андрей Шарапа Ивор Матейек |
| 16 января 2016 17:00 | Отчёт | Джерри Джефферсон 18       | Очки     | Омар Томас 33 | «Альянс-Баскет», Волгоград Зрителей: 470 Судьи: Ингус Бауманис Андрей Шарапа Ивор Матейек |
| 16 января 2016 17:00 | Отчёт | Джерри Джефферсон 11       | Подборы  | Омар Томас 10 | «Альянс-Баскет», Волгоград Зрителей: 470 Судьи: Ингус Бауманис Андрей Шарапа Ивор Матейек |
| 16 января 2016 17:00 | Отчёт | Андрей Матеюнас 6          | Передачи | Андре Джонс 7 | «Альянс-Баскет», Волгоград Зрителей: 470 Судьи: Ингус Бауманис Андрей Шарапа Ивор Матейек |

| 17 января 2016 17:00 | Отчёт | Калев                      | 70:99    | Нимбурк           | «Саку Суурхалль», Таллин Зрителей: 1000 Судьи: Антон Махлин Петри Мянтюля Алексей Давыдов |
| 17 января 2016 17:00 | Отчёт | 16:23, 15:21, 23:37, 16:18 |          |                   | «Саку Суурхалль», Таллин Зрителей: 1000 Судьи: Антон Махлин Петри Мянтюля Алексей Давыдов |
| 17 января 2016 17:00 | Отчёт | Марио Делаш 17             | Очки     | Максим де Зеув 16 | «Саку Суурхалль», Таллин Зрителей: 1000 Судьи: Антон Махлин Петри Мянтюля Алексей Давыдов |
| 17 января 2016 17:00 | Отчёт | Роландас Фрейманис 7       | Подборы  | Мартин Петерка 8  | «Саку Суурхалль», Таллин Зрителей: 1000 Судьи: Антон Махлин Петри Мянтюля Алексей Давыдов |
| 17 января 2016 17:00 | Отчёт | Стэн Сокк 4                | Передачи | Майкл Диксон 6    | «Саку Суурхалль», Таллин Зрителей: 1000 Судьи: Антон Махлин Петри Мянтюля Алексей Давыдов |

| 17 января 2016 16:00 | Отчёт | Астана                     | 101:79   | Нижний Новгород   | Велотрек «Сарыарка», Астана Зрителей: 502 Судьи: Борис Шульга Саша Маричич Александр Сырица |
| 17 января 2016 16:00 | Отчёт | 34:25, 21:26, 25:17, 21:11 |          |                   | Велотрек «Сарыарка», Астана Зрителей: 502 Судьи: Борис Шульга Саша Маричич Александр Сырица |
| 17 января 2016 16:00 | Отчёт | Ник Канер-Медли 21         | Очки     | Владимир Ивлев 15 | Велотрек «Сарыарка», Астана Зрителей: 502 Судьи: Борис Шульга Саша Маричич Александр Сырица |
| 17 января 2016 16:00 | Отчёт | Пэт Калатес 13             | Подборы  | Виктор Радд 9     | Велотрек «Сарыарка», Астана Зрителей: 502 Судьи: Борис Шульга Саша Маричич Александр Сырица |
| 17 января 2016 16:00 | Отчёт | Джерри Джонсон 15          | Передачи | Виктор Радд 7     | Велотрек «Сарыарка», Астана Зрителей: 502 Судьи: Борис Шульга Саша Маричич Александр Сырица |

| 17 января 2016 15:00 | Отчёт | УНИКС                      | 82:72    | ВЭФ               | «Баскет-холл», Казань Зрителей: 1050 Судьи: Ааре Халико Здравко Рутешич Йосип Радойкович |
| 17 января 2016 15:00 | Отчёт | 26:19, 16:24, 24:14, 16:15 |          |                   | «Баскет-холл», Казань Зрителей: 1050 Судьи: Ааре Халико Здравко Рутешич Йосип Радойкович |
| 17 января 2016 15:00 | Отчёт | Кит Лэнгфорд 27            | Очки     | Франсиско Крус 21 | «Баскет-холл», Казань Зрителей: 1050 Судьи: Ааре Халико Здравко Рутешич Йосип Радойкович |
| 17 января 2016 15:00 | Отчёт | Кит Лэнгфорд 7             | Подборы  | Мартиньш Мейерс 9 | «Баскет-холл», Казань Зрителей: 1050 Судьи: Ааре Халико Здравко Рутешич Йосип Радойкович |
| 17 января 2016 15:00 | Отчёт | Антон Понкрашов 5          | Передачи | Франсиско Крус 11 | «Баскет-холл», Казань Зрителей: 1050 Судьи: Ааре Халико Здравко Рутешич Йосип Радойкович |

| 17 января 2016 17:00 | Отчёт | Зенит                      | 81:64    | Енисей             | «Сибур Арена», Санкт-Петербург Зрителей: 2540 Судьи: Семён Овинов Евгений Ветров Сергей Беляков |
| 17 января 2016 17:00 | Отчёт | 21:13, 15:19, 27:13, 18:19 |          |                    | «Сибур Арена», Санкт-Петербург Зрителей: 2540 Судьи: Семён Овинов Евгений Ветров Сергей Беляков |
| 17 января 2016 17:00 | Отчёт | Райан Тулсон 21            | Очки     | Ди Джей Кеннеди 18 | «Сибур Арена», Санкт-Петербург Зрителей: 2540 Судьи: Семён Овинов Евгений Ветров Сергей Беляков |
| 17 января 2016 17:00 | Отчёт | Андрей Кощеев 10           | Подборы  | Тим Ольбрехт 9     | «Сибур Арена», Санкт-Петербург Зрителей: 2540 Судьи: Семён Овинов Евгений Ветров Сергей Беляков |
| 17 января 2016 17:00 | Отчёт | Зебиан Дауделл 8           | Передачи | Тони Тэйлор 5      | «Сибур Арена», Санкт-Петербург Зрителей: 2540 Судьи: Семён Овинов Евгений Ветров Сергей Беляков |

| 18 января 2016 16:00 | Отчёт | Байзонс                        | 82:98    | ЦСКА               | Энерджи Арена, Вантаа Зрителей: 1434 Судьи: Роберт Выклицки Оскар Лучис Танел Суслов |
| 18 января 2016 16:00 | Отчёт | 26:22, 24:23, 16:23, 16:30     |          |                    | Энерджи Арена, Вантаа Зрителей: 1434 Судьи: Роберт Выклицки Оскар Лучис Танел Суслов |
| 18 января 2016 16:00 | Отчёт | Мартин Зено 18                 | Очки     | Виталий Фридзон 26 | Энерджи Арена, Вантаа Зрителей: 1434 Судьи: Роберт Выклицки Оскар Лучис Танел Суслов |
| 18 января 2016 16:00 | Отчёт | Обри Коулмэн 9                 | Подборы  | Кайл Хайнс 8       | Энерджи Арена, Вантаа Зрителей: 1434 Судьи: Роберт Выклицки Оскар Лучис Танел Суслов |
| 18 января 2016 16:00 | Отчёт | Мартин Зено, Обри Коулмэн по 4 | Передачи | Аарон Джексон 11   | Энерджи Арена, Вантаа Зрителей: 1434 Судьи: Роберт Выклицки Оскар Лучис Танел Суслов |

| 28 февраля 2016 15:00 | Отчёт | Автодор                    | 87:84    | Химки           | ДС «Кристалл», Саратов Зрителей: 3500 Судьи: Олег Латышев Здравко Рутешич Алексей Давыдов |
| 28 февраля 2016 15:00 | Отчёт | 25:22, 19:17, 20:28, 23:17 |          |                 | ДС «Кристалл», Саратов Зрителей: 3500 Судьи: Олег Латышев Здравко Рутешич Алексей Давыдов |
| 28 февраля 2016 15:00 | Отчёт | Джефф Брукс 20             | Очки     | Алексей Швед 16 | ДС «Кристалл», Саратов Зрителей: 3500 Судьи: Олег Латышев Здравко Рутешич Алексей Давыдов |
| 28 февраля 2016 15:00 | Отчёт | Джереми Чаппел 8           | Подборы  | Зоран Драгич 6  | ДС «Кристалл», Саратов Зрителей: 3500 Судьи: Олег Латышев Здравко Рутешич Алексей Давыдов |
| 28 февраля 2016 15:00 | Отчёт | Три игрока по 4            | Передачи | Тайриз Райс 7   | ДС «Кристалл», Саратов Зрителей: 3500 Судьи: Олег Латышев Здравко Рутешич Алексей Давыдов |

| 5 апреля 2016 19:00 | Отчёт | Цмоки-Минск                | 60:75    | Локомотив-Кубань                    | «Минск-Арена», Минск Зрителей: 740 Судьи: Роберт Выклицки Евгений Михеев Ираклий Беришвили |
| 5 апреля 2016 19:00 | Отчёт | 12:23, 13:18, 17:18, 18:16 |          |                                     | «Минск-Арена», Минск Зрителей: 740 Судьи: Роберт Выклицки Евгений Михеев Ираклий Беришвили |
| 5 апреля 2016 19:00 | Отчёт | Иван Мараш 11              | Очки     | Энтони Рэндольф 15                  | «Минск-Арена», Минск Зрителей: 740 Судьи: Роберт Выклицки Евгений Михеев Ираклий Беришвили |
| 5 апреля 2016 19:00 | Отчёт | Иван Мараш 10              | Подборы  | Крис Синглтон 10                    | «Минск-Арена», Минск Зрителей: 740 Судьи: Роберт Выклицки Евгений Михеев Ираклий Беришвили |
| 5 апреля 2016 19:00 | Отчёт | Джастин Грэй 4             | Передачи | Райан Брокхофф, Донтэй Дрэйпер по 4 | «Минск-Арена», Минск Зрителей: 740 Судьи: Роберт Выклицки Евгений Михеев Ираклий Беришвили |

## 17 тур
| 23 января 2016 16:00 | Отчёт | Красный Октябрь            | 67:74    | Зенит                           | Дворец Спорта в Крылатском, Москва Зрителей: 100 Судьи: Сергей Круг Сергей Михайлов Юрий Зинкевич |
| 23 января 2016 16:00 | Отчёт | 18:18, 16:17, 17:20, 16:19 |          |                                 | Дворец Спорта в Крылатском, Москва Зрителей: 100 Судьи: Сергей Круг Сергей Михайлов Юрий Зинкевич |
| 23 января 2016 16:00 | Отчёт | Экене Ибекве 26            | Очки     | Янис Тимма 15                   | Дворец Спорта в Крылатском, Москва Зрителей: 100 Судьи: Сергей Круг Сергей Михайлов Юрий Зинкевич |
| 23 января 2016 16:00 | Отчёт | Джерри Джефферсон 14       | Подборы  | Янис Тимма 13                   | Дворец Спорта в Крылатском, Москва Зрителей: 100 Судьи: Сергей Круг Сергей Михайлов Юрий Зинкевич |
| 23 января 2016 16:00 | Отчёт | Андрей Матеюнас 4          | Передачи | Артём Вихров, Райан Тулсон по 5 | Дворец Спорта в Крылатском, Москва Зрителей: 100 Судьи: Сергей Круг Сергей Михайлов Юрий Зинкевич |

| 24 января 2016 17:00 | Отчёт | Калев                      | 80:86    | Астана             | «Саку Суурхалль», Таллин Зрителей: 540 Судьи: Оскар Лучис Илья Путенко Давид Берекашвили |
| 24 января 2016 17:00 | Отчёт | 21:24, 17:23, 25:18, 17:21 |          |                    | «Саку Суурхалль», Таллин Зрителей: 540 Судьи: Оскар Лучис Илья Путенко Давид Берекашвили |
| 24 января 2016 17:00 | Отчёт | Роландас Фрейманис 28      | Очки     | Ник Канер-Медли 24 | «Саку Суурхалль», Таллин Зрителей: 540 Судьи: Оскар Лучис Илья Путенко Давид Берекашвили |
| 24 января 2016 17:00 | Отчёт | Роландас Фрейманис 8       | Подборы  | Пэт Калатес 14     | «Саку Суурхалль», Таллин Зрителей: 540 Судьи: Оскар Лучис Илья Путенко Давид Берекашвили |
| 24 января 2016 17:00 | Отчёт | Марио Делаш 5              | Передачи | Кеннет Хэйс 5      | «Саку Суурхалль», Таллин Зрителей: 540 Судьи: Оскар Лучис Илья Путенко Давид Берекашвили |

| 24 января 2016 16:00 | Отчёт | Цмоки-Минск                        | 77:102   | УНИКС                | «Минск-Арена», Минск Зрителей: 1020 Судьи: Борис Рыжик Арнис Озолс Заза Мачаладзе |
| 24 января 2016 16:00 | Отчёт | 15:28, 20:24, 19:27, 23:23         |          |                      | «Минск-Арена», Минск Зрителей: 1020 Судьи: Борис Рыжик Арнис Озолс Заза Мачаладзе |
| 24 января 2016 16:00 | Отчёт | Джастин Грэй 14                    | Очки     | Артем Параховский 16 | «Минск-Арена», Минск Зрителей: 1020 Судьи: Борис Рыжик Арнис Озолс Заза Мачаладзе |
| 24 января 2016 16:00 | Отчёт | Иван Мараш, Гаррет Стуц по 6       | Подборы  | Латавиус Уильямс 9   | «Минск-Арена», Минск Зрителей: 1020 Судьи: Борис Рыжик Арнис Озолс Заза Мачаладзе |
| 24 января 2016 16:00 | Отчёт | Джастин Грэй, Бранко Миркович по 3 | Передачи | Хоакин Колом 9       | «Минск-Арена», Минск Зрителей: 1020 Судьи: Борис Рыжик Арнис Озолс Заза Мачаладзе |

| 24 января 2016 18:30 | Отчёт | Нижний Новгород            | 75:70    | Автодор         | Дворец спорта «Нагорный», Нижний Новгород Зрителей: 1926 Судьи: Антон Махлин Здравко Рутешич Алексей Давыдов |
| 24 января 2016 18:30 | Отчёт | 21:20, 11:16, 19:21, 24:13 |          |                 | Дворец спорта «Нагорный», Нижний Новгород Зрителей: 1926 Судьи: Антон Махлин Здравко Рутешич Алексей Давыдов |
| 24 января 2016 18:30 | Отчёт | Рашид Махалбашич 23        | Очки     | Джефф Брукс 14  | Дворец спорта «Нагорный», Нижний Новгород Зрителей: 1926 Судьи: Антон Махлин Здравко Рутешич Алексей Давыдов |
| 24 января 2016 18:30 | Отчёт | Рашид Махалбашич 8         | Подборы  | Джефф Брукс 10  | Дворец спорта «Нагорный», Нижний Новгород Зрителей: 1926 Судьи: Антон Махлин Здравко Рутешич Алексей Давыдов |
| 24 января 2016 18:30 | Отчёт | Семён Антонов 5            | Передачи | Артём Забелин 3 | Дворец спорта «Нагорный», Нижний Новгород Зрителей: 1926 Судьи: Антон Махлин Здравко Рутешич Алексей Давыдов |

| 24 января 2016 19:10 | Отчёт | Енисей                             | 110:65   | ВЭФ               | Дворец спорта имени Ивана Ярыгина, Красноярск Зрителей: 2500 Судьи: Радомир Войинович Андрей Шарапа Станислав Кучера |
| 24 января 2016 19:10 | Отчёт | 29:23, 40:9, 20:13, 20:13          |          |                   | Дворец спорта имени Ивана Ярыгина, Красноярск Зрителей: 2500 Судьи: Радомир Войинович Андрей Шарапа Станислав Кучера |
| 24 января 2016 19:10 | Отчёт | Ди Джей Кеннеди 18                 | Очки     | Франсиско Крус 18 | Дворец спорта имени Ивана Ярыгина, Красноярск Зрителей: 2500 Судьи: Радомир Войинович Андрей Шарапа Станислав Кучера |
| 24 января 2016 19:10 | Отчёт | Делрой Джеймс, Артём Яковенко по 7 | Подборы  | Марекс Мейерис 9  | Дворец спорта имени Ивана Ярыгина, Красноярск Зрителей: 2500 Судьи: Радомир Войинович Андрей Шарапа Станислав Кучера |
| 24 января 2016 19:10 | Отчёт | Делрой Джеймс, Тони Тэйлор по 5    | Передачи | Франсиско Крус 2  | Дворец спорта имени Ивана Ярыгина, Красноярск Зрителей: 2500 Судьи: Радомир Войинович Андрей Шарапа Станислав Кучера |

| 25 января 2016 18:00 | Отчёт | ЦСКА                       | 98:62    | Вита            | Универсальный спортивный комплекс ЦСКА, Москва Зрителей: 1100 Судьи: Урош Обркнежевич Пётр Ивашков Райн Пеенарди |
| 25 января 2016 18:00 | Отчёт | 23:10, 24:17, 30:18, 21:17 |          |                 | Универсальный спортивный комплекс ЦСКА, Москва Зрителей: 1100 Судьи: Урош Обркнежевич Пётр Ивашков Райн Пеенарди |
| 25 января 2016 18:00 | Отчёт | Нандо де Коло 20           | Очки     | Омар Томас 18   | Универсальный спортивный комплекс ЦСКА, Москва Зрителей: 1100 Судьи: Урош Обркнежевич Пётр Ивашков Райн Пеенарди |
| 25 января 2016 18:00 | Отчёт | Виталий Фридзон 7          | Подборы  | Омар Томас 15   | Универсальный спортивный комплекс ЦСКА, Москва Зрителей: 1100 Судьи: Урош Обркнежевич Пётр Ивашков Райн Пеенарди |
| 25 января 2016 18:00 | Отчёт | Нандо де Коло 7            | Передачи | Три игрока по 3 | Универсальный спортивный комплекс ЦСКА, Москва Зрителей: 1100 Судьи: Урош Обркнежевич Пётр Ивашков Райн Пеенарди |

| 25 января 2016 19:30 | Отчёт | Химки                      | 113:83   | Байзонс         | «БЦМО», Химки Зрителей: 1050 Судьи: Урош Обркнежевич Станислав Кучера Райн Пеенарди |
| 25 января 2016 19:30 | Отчёт | 34:12, 16:23, 37:26, 26:22 |          |                 | «БЦМО», Химки Зрителей: 1050 Судьи: Урош Обркнежевич Станислав Кучера Райн Пеенарди |
| 25 января 2016 19:30 | Отчёт | Зоран Драгич 23            | Очки     | Туукка Котти 16 | «БЦМО», Химки Зрителей: 1050 Судьи: Урош Обркнежевич Станислав Кучера Райн Пеенарди |
| 25 января 2016 19:30 | Отчёт | Сергей Моня 7              | Подборы  | Туукка Котти 6  | «БЦМО», Химки Зрителей: 1050 Судьи: Урош Обркнежевич Станислав Кучера Райн Пеенарди |
| 25 января 2016 19:30 | Отчёт | Тайриз Райс 10             | Передачи | Пол Хилл 5      | «БЦМО», Химки Зрителей: 1050 Судьи: Урош Обркнежевич Станислав Кучера Райн Пеенарди |

| 25 января 2016 20:00 | Отчёт | Локомотив-Кубань                      | 75:58    | Нимбурк                              | «Баскет-холл», Краснодар Зрителей: 2341 Судьи: Олег Латышев Танел Суслов Пётр Ивашков |
| 25 января 2016 20:00 | Отчёт | 13:18, 18:11, 25:15, 19:14            |          |                                      | «Баскет-холл», Краснодар Зрителей: 2341 Судьи: Олег Латышев Танел Суслов Пётр Ивашков |
| 25 января 2016 20:00 | Отчёт | Райан Брокхофф, Энтони Рэндольф по 12 | Очки     | Максим де Зеув, Ховард Сент-Рос по 9 | «Баскет-холл», Краснодар Зрителей: 2341 Судьи: Олег Латышев Танел Суслов Пётр Ивашков |
| 25 января 2016 20:00 | Отчёт | Райан Брокхофф 9                      | Подборы  | Максим де Зеув, Марко Ягодник по 6   | «Баскет-холл», Краснодар Зрителей: 2341 Судьи: Олег Латышев Танел Суслов Пётр Ивашков |
| 25 января 2016 20:00 | Отчёт | Малькольм Дилэйни 6                   | Передачи | Войцех Грубан, Майкл Диксон по 4     | «Баскет-холл», Краснодар Зрителей: 2341 Судьи: Олег Латышев Танел Суслов Пётр Ивашков |

## 18 тур
| 10 декабря 2015 19:00 | Отчёт | Цмоки-Минск                | 89:91    | Енисей         | «Минск-Арена», Минск Зрителей: 800 Судьи: Оскар Лучис Петер Зениш Владимир Педьев |
| 10 декабря 2015 19:00 | Отчёт | 16:25, 28:20, 17:20, 28:26 |          |                | «Минск-Арена», Минск Зрителей: 800 Судьи: Оскар Лучис Петер Зениш Владимир Педьев |
| 10 декабря 2015 19:00 | Отчёт | Иван Мараш 30              | Очки     | Тони Тэйлор 21 | «Минск-Арена», Минск Зрителей: 800 Судьи: Оскар Лучис Петер Зениш Владимир Педьев |
| 10 декабря 2015 19:00 | Отчёт | Энтони Хиллиард 14         | Подборы  | Тим Ольбрехт 7 | «Минск-Арена», Минск Зрителей: 800 Судьи: Оскар Лучис Петер Зениш Владимир Педьев |
| 10 декабря 2015 19:00 | Отчёт | Бранко Миркович 10         | Передачи | Тони Тэйлор 5  | «Минск-Арена», Минск Зрителей: 800 Судьи: Оскар Лучис Петер Зениш Владимир Педьев |

| 31 января 2016 16:00 | Отчёт | Красный Октябрь            | 74:108   | ЦСКА               | Дворец Спорта в Крылатском, Москва Зрителей: 350 Судьи: Илья Путенко Семён Овинов Евгений Островский |
| 31 января 2016 16:00 | Отчёт | 18:32, 19:23, 12:26, 25:27 |          |                    | Дворец Спорта в Крылатском, Москва Зрителей: 350 Судьи: Илья Путенко Семён Овинов Евгений Островский |
| 31 января 2016 16:00 | Отчёт | Евгений Войтюк 16          | Очки     | Виталий Фридзон 21 | Дворец Спорта в Крылатском, Москва Зрителей: 350 Судьи: Илья Путенко Семён Овинов Евгений Островский |
| 31 января 2016 16:00 | Отчёт | Вячеслав Зайцев 9          | Подборы  | Кайл Хайнс 6       | Дворец Спорта в Крылатском, Москва Зрителей: 350 Судьи: Илья Путенко Семён Овинов Евгений Островский |
| 31 января 2016 16:00 | Отчёт | Четыре игрока по 3         | Передачи | Аарон Джексон 7    | Дворец Спорта в Крылатском, Москва Зрителей: 350 Судьи: Илья Путенко Семён Овинов Евгений Островский |

| 31 января 2016 16:00 | Отчёт | Байзонс                    | 73:79    | Нижний Новгород   | Спортивный центр Лоймаа, Лоймаа Зрителей: 993 Судьи: Ааре Халико Дариуш Запольски Петр Груша |
| 31 января 2016 16:00 | Отчёт | 23:13, 25:23, 11:27, 14:16 |          |                   | Спортивный центр Лоймаа, Лоймаа Зрителей: 993 Судьи: Ааре Халико Дариуш Запольски Петр Груша |
| 31 января 2016 16:00 | Отчёт | Обри Коулмэн 19            | Очки     | Семён Антонов 23  | Спортивный центр Лоймаа, Лоймаа Зрителей: 993 Судьи: Ааре Халико Дариуш Запольски Петр Груша |
| 31 января 2016 16:00 | Отчёт | Ике Удано 9                | Подборы  | Виктор Радд 10    | Спортивный центр Лоймаа, Лоймаа Зрителей: 993 Судьи: Ааре Халико Дариуш Запольски Петр Груша |
| 31 января 2016 16:00 | Отчёт | Пол Хилл 4                 | Передачи | Дмитрий Хвостов 8 | Спортивный центр Лоймаа, Лоймаа Зрителей: 993 Судьи: Ааре Халико Дариуш Запольски Петр Груша |

| 31 января 2016 18:00 | Отчёт | Нимбурк                    | 74:75    | УНИКС                | Спортивный комплекс Нимбурка, Нимбурк Зрителей: 1050 Судьи: Саша Пукл Александр Сырица Жденко Зубак |
| 31 января 2016 18:00 | Отчёт | 22:20, 19:19, 13:16, 20:20 |          |                      | Спортивный комплекс Нимбурка, Нимбурк Зрителей: 1050 Судьи: Саша Пукл Александр Сырица Жденко Зубак |
| 31 января 2016 18:00 | Отчёт | Чейссон Рэндл 24           | Очки     | Хоакин Колом 20      | Спортивный комплекс Нимбурка, Нимбурк Зрителей: 1050 Судьи: Саша Пукл Александр Сырица Жденко Зубак |
| 31 января 2016 18:00 | Отчёт | Джулиан Вон 7              | Подборы  | Костас Каймакоглу 11 | Спортивный комплекс Нимбурка, Нимбурк Зрителей: 1050 Судьи: Саша Пукл Александр Сырица Жденко Зубак |
| 31 января 2016 18:00 | Отчёт | Ховард Сент-Рос 5          | Передачи | Антон Понкрашов 6    | Спортивный комплекс Нимбурка, Нимбурк Зрителей: 1050 Судьи: Саша Пукл Александр Сырица Жденко Зубак |

| 31 января 2016 17:00 | Отчёт | ВЭФ                                 | 76:95    | Зенит                         | «Арена Рига», Рига Зрителей: 650 Судьи: Томислав Вовк Петри Мянтюля Танел Суслов |
| 31 января 2016 17:00 | Отчёт | 16:30, 22:21, 19:26, 19:18          |          |                               | «Арена Рига», Рига Зрителей: 650 Судьи: Томислав Вовк Петри Мянтюля Танел Суслов |
| 31 января 2016 17:00 | Отчёт | Мартиньш Мейерс 16                  | Очки     | Райан Тулсон 25               | «Арена Рига», Рига Зрителей: 650 Судьи: Томислав Вовк Петри Мянтюля Танел Суслов |
| 31 января 2016 17:00 | Отчёт | Джош Харрельсон 6                   | Подборы  | Павел Антипов 8               | «Арена Рига», Рига Зрителей: 650 Судьи: Томислав Вовк Петри Мянтюля Танел Суслов |
| 31 января 2016 17:00 | Отчёт | Франсиско Крус, Марекс Мейерис по 5 | Передачи | Артём Вихров, Янис Тимма по 6 | «Арена Рига», Рига Зрителей: 650 Судьи: Томислав Вовк Петри Мянтюля Танел Суслов |

| 1 февраля 2016 18:30 | Отчёт | Вита                      | 52:108   | Химки              | Дворец спорта, Тбилиси Зрителей: 130 Судьи: Юрис Кокайнис Николай Амбросов Юрий Игнатьев |
| 1 февраля 2016 18:30 | Отчёт | 15:32, 11:25, 9:29, 17:22 |          |                    | Дворец спорта, Тбилиси Зрителей: 130 Судьи: Юрис Кокайнис Николай Амбросов Юрий Игнатьев |
| 1 февраля 2016 18:30 | Отчёт | Владислав Старателев 14   | Очки     | Джош Бун 25        | Дворец спорта, Тбилиси Зрителей: 130 Судьи: Юрис Кокайнис Николай Амбросов Юрий Игнатьев |
| 1 февраля 2016 18:30 | Отчёт | Омар Томас 6              | Подборы  | Зоран Драгич 6     | Дворец спорта, Тбилиси Зрителей: 130 Судьи: Юрис Кокайнис Николай Амбросов Юрий Игнатьев |
| 1 февраля 2016 18:30 | Отчёт | Четыре игрока по 2        | Передачи | Петтери Копонен 13 | Дворец спорта, Тбилиси Зрителей: 130 Судьи: Юрис Кокайнис Николай Амбросов Юрий Игнатьев |

| 1 февраля 2016 20:00 | Отчёт | Астана                            | 89:91    | Локомотив-Кубань                      | Велотрек «Сарыарка», Астана Зрителей: 3486 Судьи: Марко Юрас Владислав Исаченко Мартинс Козловскис |
| 1 февраля 2016 20:00 | Отчёт | 19:30, 25:23, 23:18, 22:20        |          |                                       | Велотрек «Сарыарка», Астана Зрителей: 3486 Судьи: Марко Юрас Владислав Исаченко Мартинс Козловскис |
| 1 февраля 2016 20:00 | Отчёт | Ник Канер-Медли 25                | Очки     | Энтони Рэндольф 21                    | Велотрек «Сарыарка», Астана Зрителей: 3486 Судьи: Марко Юрас Владислав Исаченко Мартинс Козловскис |
| 1 февраля 2016 20:00 | Отчёт | Пэт Калатес, Ник Канер-Медли по 9 | Подборы  | Малькольм Дилэйни, Виктор Клавер по 7 | Велотрек «Сарыарка», Астана Зрителей: 3486 Судьи: Марко Юрас Владислав Исаченко Мартинс Козловскис |
| 1 февраля 2016 20:00 | Отчёт | Джерри Джонсон 9                  | Передачи | Малькольм Дилэйни 6                   | Велотрек «Сарыарка», Астана Зрителей: 3486 Судьи: Марко Юрас Владислав Исаченко Мартинс Козловскис |

| 13 апреля 2016 18:30 | Отчёт | Калев                      | 75:86    | Автодор          | «Саку Суурхалль», Таллин Зрителей: 500 Судьи: Борис Шульга Петри Мянтюля Оскар Лучис |
| 13 апреля 2016 18:30 | Отчёт | 18:23, 17:22, 22:25, 18:16 |          |                  | «Саку Суурхалль», Таллин Зрителей: 500 Судьи: Борис Шульга Петри Мянтюля Оскар Лучис |
| 13 апреля 2016 18:30 | Отчёт | Грегор Арбет 19            | Очки     | Пол Столл 21     | «Саку Суурхалль», Таллин Зрителей: 500 Судьи: Борис Шульга Петри Мянтюля Оскар Лучис |
| 13 апреля 2016 18:30 | Отчёт | Шон Кинг 16                | Подборы  | Реджи Уильямс 10 | «Саку Суурхалль», Таллин Зрителей: 500 Судьи: Борис Шульга Петри Мянтюля Оскар Лучис |
| 13 апреля 2016 18:30 | Отчёт | Стэн Сокк 9                | Передачи | Пол Столл 7      | «Саку Суурхалль», Таллин Зрителей: 500 Судьи: Борис Шульга Петри Мянтюля Оскар Лучис |

## 19 тур
| 7 февраля 2016 16:00 | Отчёт | Локомотив-Кубань           | 91:77    | Автодор            | «Баскет-холл», Краснодар Зрителей: 3140 Судьи: Сретен Радович Семён Овинов Сергей Михайлов |
| 7 февраля 2016 16:00 | Отчёт | 20:22, 23:19, 18:18, 30:18 |          |                    | «Баскет-холл», Краснодар Зрителей: 3140 Судьи: Сретен Радович Семён Овинов Сергей Михайлов |
| 7 февраля 2016 16:00 | Отчёт | Энтони Рэндольф 18         | Очки     | Трэвис Питерсон 18 | «Баскет-холл», Краснодар Зрителей: 3140 Судьи: Сретен Радович Семён Овинов Сергей Михайлов |
| 7 февраля 2016 16:00 | Отчёт | Райан Брокхофф 10          | Подборы  | Трэвис Питерсон 10 | «Баскет-холл», Краснодар Зрителей: 3140 Судьи: Сретен Радович Семён Овинов Сергей Михайлов |
| 7 февраля 2016 16:00 | Отчёт | Малькольм Дилэйни 6        | Передачи | Пол Столл 9        | «Баскет-холл», Краснодар Зрителей: 3140 Судьи: Сретен Радович Семён Овинов Сергей Михайлов |

| 7 февраля 2016 16:00 | Отчёт | Байзонс                         | 98:86    | Калев           | Спортивный центр Лоймаа, Лоймаа Зрителей: 683 Судьи: Арнис Озолс Илья Путенко Андрей Шарапа |
| 7 февраля 2016 16:00 | Отчёт | 19:16, 29:20, 17:33, 33:17      |          |                 | Спортивный центр Лоймаа, Лоймаа Зрителей: 683 Судьи: Арнис Озолс Илья Путенко Андрей Шарапа |
| 7 февраля 2016 16:00 | Отчёт | Мартин Зено 25                  | Очки     | Моррис Карри 16 | Спортивный центр Лоймаа, Лоймаа Зрителей: 683 Судьи: Арнис Озолс Илья Путенко Андрей Шарапа |
| 7 февраля 2016 16:00 | Отчёт | Туукка Котти, Обри Коулмэн по 7 | Подборы  | Шон Кинг 11     | Спортивный центр Лоймаа, Лоймаа Зрителей: 683 Судьи: Арнис Озолс Илья Путенко Андрей Шарапа |
| 7 февраля 2016 16:00 | Отчёт | Мартин Зено, Пол Хилл по 5      | Передачи | Моррис Карри 7  | Спортивный центр Лоймаа, Лоймаа Зрителей: 683 Судьи: Арнис Озолс Илья Путенко Андрей Шарапа |

| 7 февраля 2016 17:00 | Отчёт | ВЭФ                        | 92:94    | Красный Октябрь      | «Арена Рига», Рига Зрителей: 400 Судьи: Томас Травицки Николай Амбросов Ираклий Беришвили |
| 7 февраля 2016 17:00 | Отчёт | 27:18, 24:19, 27:25, 14:32 |          |                      | «Арена Рига», Рига Зрителей: 400 Судьи: Томас Травицки Николай Амбросов Ираклий Беришвили |
| 7 февраля 2016 17:00 | Отчёт | Мартиньш Мейерс 19         | Очки     | Джерри Джефферсон 19 | «Арена Рига», Рига Зрителей: 400 Судьи: Томас Травицки Николай Амбросов Ираклий Беришвили |
| 7 февраля 2016 17:00 | Отчёт | Джош Харрельсон 9          | Подборы  | Экене Ибекве 11      | «Арена Рига», Рига Зрителей: 400 Судьи: Томас Травицки Николай Амбросов Ираклий Беришвили |
| 7 февраля 2016 17:00 | Отчёт | Франсиско Крус 8           | Передачи | Андрей Матеюнас 5    | «Арена Рига», Рига Зрителей: 400 Судьи: Томас Травицки Николай Амбросов Ираклий Беришвили |

| 7 февраля 2016 17:30 | Отчёт | Нижний Новгород                     | 97:65    | Вита           | ФОК «Мещерский», Нижний Новгород Зрителей: 700 Судьи: Роберт Выклицки Александр Сырица Евгений Михеев |
| 7 февраля 2016 17:30 | Отчёт | 28:23, 25:22, 17:4, 27:16           |          |                | ФОК «Мещерский», Нижний Новгород Зрителей: 700 Судьи: Роберт Выклицки Александр Сырица Евгений Михеев |
| 7 февраля 2016 17:30 | Отчёт | Владимир Ивлев 28                   | Очки     | Андре Джонс 21 | ФОК «Мещерский», Нижний Новгород Зрителей: 700 Судьи: Роберт Выклицки Александр Сырица Евгений Михеев |
| 7 февраля 2016 17:30 | Отчёт | Владимир Ивлев 10                   | Подборы  | Омар Томас 11  | ФОК «Мещерский», Нижний Новгород Зрителей: 700 Судьи: Роберт Выклицки Александр Сырица Евгений Михеев |
| 7 февраля 2016 17:30 | Отчёт | Иван Стребков, Дмитрий Хвостов по 6 | Передачи | Андре Джонс 6  | ФОК «Мещерский», Нижний Новгород Зрителей: 700 Судьи: Роберт Выклицки Александр Сырица Евгений Михеев |

| 7 февраля 2016 18:00 | Отчёт | УНИКС                      | 100:73   | Астана           | «Баскет-холл», Казань Зрителей: 1500 Судьи: Ингус Бауманис Петри Мянтюля Юрий Игнатьев |
| 7 февраля 2016 18:00 | Отчёт | 31:15, 23:16, 20:18, 26:24 |          |                  | «Баскет-холл», Казань Зрителей: 1500 Судьи: Ингус Бауманис Петри Мянтюля Юрий Игнатьев |
| 7 февраля 2016 18:00 | Отчёт | Антон Понкрашов 15         | Очки     | Кеннет Хэйс 19   | «Баскет-холл», Казань Зрителей: 1500 Судьи: Ингус Бауманис Петри Мянтюля Юрий Игнатьев |
| 7 февраля 2016 18:00 | Отчёт | Костас Каймакоглу 7        | Подборы  | Пэт Калатес 7    | «Баскет-холл», Казань Зрителей: 1500 Судьи: Ингус Бауманис Петри Мянтюля Юрий Игнатьев |
| 7 февраля 2016 18:00 | Отчёт | Антон Понкрашов 10         | Передачи | Джерри Джонсон 7 | «Баскет-холл», Казань Зрителей: 1500 Судьи: Ингус Бауманис Петри Мянтюля Юрий Игнатьев |

| 8 февраля 2016 19:10 | Отчёт | Енисей                                | 88:92 2 ОТ | Нимбурк            | Дворец спорта имени Ивана Ярыгина, Красноярск Зрителей: 1600 Судьи: Милош Кольенсич Юрис Кокайнис Йоханнес Сарекоски |
| 8 февраля 2016 19:10 | Отчёт | 21:22, 21:16, 22:24, 12:14, 6:6, 6:10 |            |                    | Дворец спорта имени Ивана Ярыгина, Красноярск Зрителей: 1600 Судьи: Милош Кольенсич Юрис Кокайнис Йоханнес Сарекоски |
| 8 февраля 2016 19:10 | Отчёт | Ди Джей Кеннеди 24                    | Очки       | Ховард Сент-Рос 19 | Дворец спорта имени Ивана Ярыгина, Красноярск Зрителей: 1600 Судьи: Милош Кольенсич Юрис Кокайнис Йоханнес Сарекоски |
| 8 февраля 2016 19:10 | Отчёт | Ди Джей Кеннеди 13                    | Подборы    | Иржи Велш 10       | Дворец спорта имени Ивана Ярыгина, Красноярск Зрителей: 1600 Судьи: Милош Кольенсич Юрис Кокайнис Йоханнес Сарекоски |
| 8 февраля 2016 19:10 | Отчёт | Тони Тэйлор 7                         | Передачи   | Ховард Сент-Рос 4  | Дворец спорта имени Ивана Ярыгина, Красноярск Зрителей: 1600 Судьи: Милош Кольенсич Юрис Кокайнис Йоханнес Сарекоски |

| 8 февраля 2016 19:00 | Отчёт | Химки                      | 85:96    | ЦСКА               | «БЦМО», Химки Зрителей: 4000 Судьи: Миливое Йовчич Синиша Херцег Ааре Халико |
| 8 февраля 2016 19:00 | Отчёт | 30:28, 15:23, 17:21, 23:24 |          |                    | «БЦМО», Химки Зрителей: 4000 Судьи: Миливое Йовчич Синиша Херцег Ааре Халико |
| 8 февраля 2016 19:00 | Отчёт | Джеймс Огастин 18          | Очки     | Никита Курбанов 16 | «БЦМО», Химки Зрителей: 4000 Судьи: Миливое Йовчич Синиша Херцег Ааре Халико |
| 8 февраля 2016 19:00 | Отчёт | Тайлер Ханикатт 9          | Подборы  | Виктор Хряпа 6     | «БЦМО», Химки Зрителей: 4000 Судьи: Миливое Йовчич Синиша Херцег Ааре Халико |
| 8 февраля 2016 19:00 | Отчёт | Алексей Швед 6             | Передачи | Виктор Хряпа 5     | «БЦМО», Химки Зрителей: 4000 Судьи: Миливое Йовчич Синиша Херцег Ааре Халико |

| 14 апреля 2016 20:00 | Отчёт | Зенит                      | 105:77   | Цмоки-Минск       | «Сибур Арена», Санкт-Петербург Зрителей: 1800 Судьи: Марко Юрас Юрис Кокайнис Войцех Лишка |
| 14 апреля 2016 20:00 | Отчёт | 28:29, 23:19, 25:15, 29:14 |          |                   | «Сибур Арена», Санкт-Петербург Зрителей: 1800 Судьи: Марко Юрас Юрис Кокайнис Войцех Лишка |
| 14 апреля 2016 20:00 | Отчёт | Янис Тимма 18              | Очки     | Гаррет Стуц 24    | «Сибур Арена», Санкт-Петербург Зрителей: 1800 Судьи: Марко Юрас Юрис Кокайнис Войцех Лишка |
| 14 апреля 2016 20:00 | Отчёт | Антон Пушков 6             | Подборы  | Гаррет Стуц 11    | «Сибур Арена», Санкт-Петербург Зрителей: 1800 Судьи: Марко Юрас Юрис Кокайнис Войцех Лишка |
| 14 апреля 2016 20:00 | Отчёт | Зебиан Дауделл 7           | Передачи | Бранко Миркович 9 | «Сибур Арена», Санкт-Петербург Зрителей: 1800 Судьи: Марко Юрас Юрис Кокайнис Войцех Лишка |

## 20 тур
| 12 февраля 2016 19:00 | Отчёт | Цмоки-Минск               | 74:75    | ВЭФ               | «Минск-Арена», Минск Зрителей: 780 Судьи: Сергей Чебышев Сергей Михайлов Евгений Ветров |
| 12 февраля 2016 19:00 | Отчёт | 20:20, 24:19, 7:16, 23:20 |          |                   | «Минск-Арена», Минск Зрителей: 780 Судьи: Сергей Чебышев Сергей Михайлов Евгений Ветров |
| 12 февраля 2016 19:00 | Отчёт | Гаррет Стуц 17            | Очки     | Франсиско Крус 21 | «Минск-Арена», Минск Зрителей: 780 Судьи: Сергей Чебышев Сергей Михайлов Евгений Ветров |
| 12 февраля 2016 19:00 | Отчёт | Иван Мараш 9              | Подборы  | Джош Харрельсон 9 | «Минск-Арена», Минск Зрителей: 780 Судьи: Сергей Чебышев Сергей Михайлов Евгений Ветров |
| 12 февраля 2016 19:00 | Отчёт | Джастин Грэй 4            | Передачи | Франсиско Крус 6  | «Минск-Арена», Минск Зрителей: 780 Судьи: Сергей Чебышев Сергей Михайлов Евгений Ветров |

| 14 февраля 2016 16:00 | Отчёт | Автодор                    | 70:97    | УНИКС               | ДС «Кристалл», Саратов Зрителей: 3300 Судьи: Марек Малышевски Илья Путенко Алексей Давыдов |
| 14 февраля 2016 16:00 | Отчёт | 21:24, 19:23, 18:23, 12:27 |          |                     | ДС «Кристалл», Саратов Зрителей: 3300 Судьи: Марек Малышевски Илья Путенко Алексей Давыдов |
| 14 февраля 2016 16:00 | Отчёт | Трэвис Питерсон 17         | Очки     | Хоакин Колом 21     | ДС «Кристалл», Саратов Зрителей: 3300 Судьи: Марек Малышевски Илья Путенко Алексей Давыдов |
| 14 февраля 2016 16:00 | Отчёт | Джереми Чаппел 5           | Подборы  | Костас Каймакоглу 7 | ДС «Кристалл», Саратов Зрителей: 3300 Судьи: Марек Малышевски Илья Путенко Алексей Давыдов |
| 14 февраля 2016 16:00 | Отчёт | Пол Столл 7                | Передачи | Костас Каймакоглу 8 | ДС «Кристалл», Саратов Зрителей: 3300 Судьи: Марек Малышевски Илья Путенко Алексей Давыдов |

| 14 февраля 2016 20:30 | Отчёт | Вита                       | 77:78    | Калев                 | Дворец спорта, Тбилиси Зрителей: 145 Судьи: Сергей Круг Сергей Чайковский Пётр Ивашков |
| 14 февраля 2016 20:30 | Отчёт | 15:19, 15:22, 25:20, 22:17 |          |                       | Дворец спорта, Тбилиси Зрителей: 145 Судьи: Сергей Круг Сергей Чайковский Пётр Ивашков |
| 14 февраля 2016 20:30 | Отчёт | Омар Томас 28              | Очки     | Роландас Фрейманис 20 | Дворец спорта, Тбилиси Зрителей: 145 Судьи: Сергей Круг Сергей Чайковский Пётр Ивашков |
| 14 февраля 2016 20:30 | Отчёт | Омар Томас 12              | Подборы  | Роландас Фрейманис 11 | Дворец спорта, Тбилиси Зрителей: 145 Судьи: Сергей Круг Сергей Чайковский Пётр Ивашков |
| 14 февраля 2016 20:30 | Отчёт | Омар Томас 4               | Передачи | Моррис Карри 9        | Дворец спорта, Тбилиси Зрителей: 145 Судьи: Сергей Круг Сергей Чайковский Пётр Ивашков |

| 15 февраля 2016 19:00 | Отчёт | ЦСКА                                  | 98:65    | Нижний Новгород     | Универсальный спортивный комплекс ЦСКА, Москва Зрителей: 900 Судьи: Марек Цмикевич Семён Овинов Александр Романов |
| 15 февраля 2016 19:00 | Отчёт | 23:11, 21:21, 31:9, 23:24             |          |                     | Универсальный спортивный комплекс ЦСКА, Москва Зрителей: 900 Судьи: Марек Цмикевич Семён Овинов Александр Романов |
| 15 февраля 2016 19:00 | Отчёт | Кайл Хайнс, Виталий Фридзон по 12     | Очки     | Семён Антонов 14    | Универсальный спортивный комплекс ЦСКА, Москва Зрителей: 900 Судьи: Марек Цмикевич Семён Овинов Александр Романов |
| 15 февраля 2016 19:00 | Отчёт | Андрей Воронцевич, Нандо де Коло по 7 | Подборы  | Рашид Махалбашич 11 | Универсальный спортивный комплекс ЦСКА, Москва Зрителей: 900 Судьи: Марек Цмикевич Семён Овинов Александр Романов |
| 15 февраля 2016 19:00 | Отчёт | Нандо де Коло 6                       | Передачи | Четыре игрока по 2  | Универсальный спортивный комплекс ЦСКА, Москва Зрителей: 900 Судьи: Марек Цмикевич Семён Овинов Александр Романов |

| 15 февраля 2016 20:00 | Отчёт | Локомотив-Кубань          | 95:55    | Байзонс                     | «Баскет-холл», Краснодар Зрителей: 2138 Судьи: Марцин Ковальски Андрис Аукоргес Ивор Матейек |
| 15 февраля 2016 20:00 | Отчёт | 23:22, 28:14, 27:14, 17:5 |          |                             | «Баскет-холл», Краснодар Зрителей: 2138 Судьи: Марцин Ковальски Андрис Аукоргес Ивор Матейек |
| 15 февраля 2016 20:00 | Отчёт | Энтони Рэндольф 26        | Очки     | Пол Хилл 14                 | «Баскет-холл», Краснодар Зрителей: 2138 Судьи: Марцин Ковальски Андрис Аукоргес Ивор Матейек |
| 15 февраля 2016 20:00 | Отчёт | Энтони Рэндольф 8         | Подборы  | Туукка Котти, Пол Хилл по 7 | «Баскет-холл», Краснодар Зрителей: 2138 Судьи: Марцин Ковальски Андрис Аукоргес Ивор Матейек |
| 15 февраля 2016 20:00 | Отчёт | Малькольм Дилэйни 7       | Передачи | Мартин Зено 5               | «Баскет-холл», Краснодар Зрителей: 2138 Судьи: Марцин Ковальски Андрис Аукоргес Ивор Матейек |

| 10 марта 2016 20:00 | Отчёт | Зенит                             | 102:90   | Нимбурк                           | «Сибур Арена», Санкт-Петербург Зрителей: 2200 Судьи: Оскар Лучис Томас Травицки Александр Сырица |
| 10 марта 2016 20:00 | Отчёт | 26:22, 25:28, 31:20, 20:20        |          |                                   | «Сибур Арена», Санкт-Петербург Зрителей: 2200 Судьи: Оскар Лучис Томас Травицки Александр Сырица |
| 10 марта 2016 20:00 | Отчёт | Райан Тулсон 29                   | Очки     | Майкл Диксон 26                   | «Сибур Арена», Санкт-Петербург Зрителей: 2200 Судьи: Оскар Лучис Томас Травицки Александр Сырица |
| 10 марта 2016 20:00 | Отчёт | Каспарс Берзиньш, Янис Тимма по 5 | Подборы  | Мартин Криж, Ховард Сент-Рос по 7 | «Сибур Арена», Санкт-Петербург Зрителей: 2200 Судьи: Оскар Лучис Томас Травицки Александр Сырица |
| 10 марта 2016 20:00 | Отчёт | Райан Тулсон 7                    | Передачи | Ховард Сент-Рос 8                 | «Сибур Арена», Санкт-Петербург Зрителей: 2200 Судьи: Оскар Лучис Томас Травицки Александр Сырица |

| 20 марта 2016 19:10 | Отчёт | Енисей                     | 96:70    | Астана                                  | Дворец спорта имени Ивана Ярыгина, Красноярск Зрителей: 1300 Судьи: Оскар Лучис Александр Сырица Танел Суслов |
| 20 марта 2016 19:10 | Отчёт | 25:26, 26:18, 25:10, 20:16 |          |                                         | Дворец спорта имени Ивана Ярыгина, Красноярск Зрителей: 1300 Судьи: Оскар Лучис Александр Сырица Танел Суслов |
| 20 марта 2016 19:10 | Отчёт | Ди Джей Кеннеди 20         | Очки     | Джерри Джонсон, Алексей Жуканенко по 15 | Дворец спорта имени Ивана Ярыгина, Красноярск Зрителей: 1300 Судьи: Оскар Лучис Александр Сырица Танел Суслов |
| 20 марта 2016 19:10 | Отчёт | Ди Джей Кеннеди 9          | Подборы  | Алексей Жуканенко 7                     | Дворец спорта имени Ивана Ярыгина, Красноярск Зрителей: 1300 Судьи: Оскар Лучис Александр Сырица Танел Суслов |
| 20 марта 2016 19:10 | Отчёт | Ди Джей Кеннеди 6          | Передачи | Рустам Мурзагалиев 4                    | Дворец спорта имени Ивана Ярыгина, Красноярск Зрителей: 1300 Судьи: Оскар Лучис Александр Сырица Танел Суслов |

| 21 марта 2016 18:30 | Отчёт | Красный Октябрь            | 78:80    | Химки                            | Дворец Спорта в Крылатском, Москва Зрителей: 253 Судьи: Роберт Выклицки Сергей Михайлов Антон Круглов |
| 21 марта 2016 18:30 | Отчёт | 15:30, 16:17, 23:21, 24:12 |          |                                  | Дворец Спорта в Крылатском, Москва Зрителей: 253 Судьи: Роберт Выклицки Сергей Михайлов Антон Круглов |
| 21 марта 2016 18:30 | Отчёт | Экене Ибекве 19            | Очки     | Алексей Швед 24                  | Дворец Спорта в Крылатском, Москва Зрителей: 253 Судьи: Роберт Выклицки Сергей Михайлов Антон Круглов |
| 21 марта 2016 18:30 | Отчёт | Экене Ибекве 11            | Подборы  | Сергей Моня, Джеймс Огастин по 9 | Дворец Спорта в Крылатском, Москва Зрителей: 253 Судьи: Роберт Выклицки Сергей Михайлов Антон Круглов |
| 21 марта 2016 18:30 | Отчёт | Экене Ибекве 6             | Передачи | Тайриз Райс 7                    | Дворец Спорта в Крылатском, Москва Зрителей: 253 Судьи: Роберт Выклицки Сергей Михайлов Антон Круглов |

## 21 тур
| 20 февраля 2016 19:00 | Отчёт | УНИКС                     | 110:56   | Байзонс         | «Баскет-холл», Казань Зрителей: 1000 Судьи: Ааре Халико Пётр Ивашков Дариуш Щерба |
| 20 февраля 2016 19:00 | Отчёт | 18:20, 34:17, 36:6, 22:13 |          |                 | «Баскет-холл», Казань Зрителей: 1000 Судьи: Ааре Халико Пётр Ивашков Дариуш Щерба |
| 20 февраля 2016 19:00 | Отчёт | Кит Лэнгфорд 25           | Очки     | Мартин Зено 22  | «Баскет-холл», Казань Зрителей: 1000 Судьи: Ааре Халико Пётр Ивашков Дариуш Щерба |
| 20 февраля 2016 19:00 | Отчёт | Артем Параховский 9       | Подборы  | Туукка Котти 10 | «Баскет-холл», Казань Зрителей: 1000 Судьи: Ааре Халико Пётр Ивашков Дариуш Щерба |
| 20 февраля 2016 19:00 | Отчёт | Хоакин Колом 13           | Передачи | Илари Сеппяля 4 | «Баскет-холл», Казань Зрителей: 1000 Судьи: Ааре Халико Пётр Ивашков Дариуш Щерба |

| 21 февраля 2016 17:00 | Отчёт | Красный Октябрь            | 96:80    | Цмоки-Минск   | Дворец Спорта в Крылатском, Москва Зрителей: 150 Судьи: Срдан Дозаи Ааре Халико Дариуш Щерба |
| 21 февраля 2016 17:00 | Отчёт | 22:16, 18:26, 30:14, 26:24 |          |               | Дворец Спорта в Крылатском, Москва Зрителей: 150 Судьи: Срдан Дозаи Ааре Халико Дариуш Щерба |
| 21 февраля 2016 17:00 | Отчёт | Экене Ибекве 22            | Очки     | Иван Мараш 19 | Дворец Спорта в Крылатском, Москва Зрителей: 150 Судьи: Срдан Дозаи Ааре Халико Дариуш Щерба |
| 21 февраля 2016 17:00 | Отчёт | Экене Ибекве 14            | Подборы  | Иван Мараш 8  | Дворец Спорта в Крылатском, Москва Зрителей: 150 Судьи: Срдан Дозаи Ааре Халико Дариуш Щерба |
| 21 февраля 2016 17:00 | Отчёт | Андрей Матеюнас 7          | Передачи | Иван Мараш 3  | Дворец Спорта в Крылатском, Москва Зрителей: 150 Судьи: Срдан Дозаи Ааре Халико Дариуш Щерба |

| 21 февраля 2016 16:00 | Отчёт | Локомотив-Кубань           | 121:71   | Вита              | «Баскет-холл», Краснодар Зрителей: 3100 Судьи: Оскар Лучис Андрей Шарапа Райн Пеенарди |
| 21 февраля 2016 16:00 | Отчёт | 32:25, 24:14, 41:13, 24:19 |          |                   | «Баскет-холл», Краснодар Зрителей: 3100 Судьи: Оскар Лучис Андрей Шарапа Райн Пеенарди |
| 21 февраля 2016 16:00 | Отчёт | Райан Брокхофф 23          | Очки     | Три игрока по 13  | «Баскет-холл», Краснодар Зрителей: 3100 Судьи: Оскар Лучис Андрей Шарапа Райн Пеенарди |
| 21 февраля 2016 16:00 | Отчёт | Райан Брокхофф 11          | Подборы  | Три игрока по 4   | «Баскет-холл», Краснодар Зрителей: 3100 Судьи: Оскар Лучис Андрей Шарапа Райн Пеенарди |
| 21 февраля 2016 16:00 | Отчёт | Райан Брокхофф 7           | Передачи | Бека Цивцивадзе 5 | «Баскет-холл», Краснодар Зрителей: 3100 Судьи: Оскар Лучис Андрей Шарапа Райн Пеенарди |

| 21 февраля 2016 17:00 | Отчёт | Химки                      | 74:82    | Нижний Новгород    | «БЦМО», Химки Зрителей: 1800 Судьи: Роберт Выклицки Антон Махлин Илья Путенко |
| 21 февраля 2016 17:00 | Отчёт | 22:20, 18:24, 16:24, 18:14 |          |                    | «БЦМО», Химки Зрителей: 1800 Судьи: Роберт Выклицки Антон Махлин Илья Путенко |
| 21 февраля 2016 17:00 | Отчёт | Алексей Швед 21            | Очки     | Дмитрий Хвостов 22 | «БЦМО», Химки Зрителей: 1800 Судьи: Роберт Выклицки Антон Махлин Илья Путенко |
| 21 февраля 2016 17:00 | Отчёт | Тайлер Ханикатт 11         | Подборы  | Виктор Радд 6      | «БЦМО», Химки Зрителей: 1800 Судьи: Роберт Выклицки Антон Махлин Илья Путенко |
| 21 февраля 2016 17:00 | Отчёт | Алексей Швед 10            | Передачи | Дмитрий Хвостов 10 | «БЦМО», Химки Зрителей: 1800 Судьи: Роберт Выклицки Антон Махлин Илья Путенко |

| 21 февраля 2016 19:10 | Отчёт | Енисей                     | 88:92    | Автодор            | Дворец спорта имени Ивана Ярыгина, Красноярск Зрителей: 1100 Судьи: Семён Овинов Сергей Михайлов Александр Романов |
| 21 февраля 2016 19:10 | Отчёт | 21:19, 19:28, 26:28, 22:17 |          |                    | Дворец спорта имени Ивана Ярыгина, Красноярск Зрителей: 1100 Судьи: Семён Овинов Сергей Михайлов Александр Романов |
| 21 февраля 2016 19:10 | Отчёт | Ди Джей Кеннеди 20         | Очки     | Трэвис Питерсон 20 | Дворец спорта имени Ивана Ярыгина, Красноярск Зрителей: 1100 Судьи: Семён Овинов Сергей Михайлов Александр Романов |
| 21 февраля 2016 19:10 | Отчёт | Ди Джей Кеннеди 10         | Подборы  | Джефф Брукс 11     | Дворец спорта имени Ивана Ярыгина, Красноярск Зрителей: 1100 Судьи: Семён Овинов Сергей Михайлов Александр Романов |
| 21 февраля 2016 19:10 | Отчёт | Павел Сергеев 4            | Передачи | Пол Столл 7        | Дворец спорта имени Ивана Ярыгина, Красноярск Зрителей: 1100 Судьи: Семён Овинов Сергей Михайлов Александр Романов |

| 22 февраля 2016 18:30 | Отчёт | Калев                      | 78:105   | ЦСКА                             | «Саку Суурхалль», Таллин Зрителей: 1500 Судьи: Петри Мянтюля Марек Малышевски Мартинс Козловскис |
| 22 февраля 2016 18:30 | Отчёт | 14:22, 26:26, 19:26, 19:31 |          |                                  | «Саку Суурхалль», Таллин Зрителей: 1500 Судьи: Петри Мянтюля Марек Малышевски Мартинс Козловскис |
| 22 февраля 2016 18:30 | Отчёт | Моррис Карри 23            | Очки     | Нандо де Коло 17                 | «Саку Суурхалль», Таллин Зрителей: 1500 Судьи: Петри Мянтюля Марек Малышевски Мартинс Козловскис |
| 22 февраля 2016 18:30 | Отчёт | Шон Кинг 6                 | Подборы  | Виктор Хряпа, Джоэл Фрилэнд по 5 | «Саку Суурхалль», Таллин Зрителей: 1500 Судьи: Петри Мянтюля Марек Малышевски Мартинс Козловскис |
| 22 февраля 2016 18:30 | Отчёт | Моррис Карри 9             | Передачи | Нандо де Коло 5                  | «Саку Суурхалль», Таллин Зрителей: 1500 Судьи: Петри Мянтюля Марек Малышевски Мартинс Козловскис |

| 22 февраля 2016 19:30 | Отчёт | ВЭФ                               | 81:73    | Нимбурк           | «Арена Рига», Рига Зрителей: 400 Судьи: Срдан Дозаи Алексей Давыдов Алексей Чудин |
| 22 февраля 2016 19:30 | Отчёт | 25:20, 17:10, 25:24, 14:19        |          |                   | «Арена Рига», Рига Зрителей: 400 Судьи: Срдан Дозаи Алексей Давыдов Алексей Чудин |
| 22 февраля 2016 19:30 | Отчёт | Джош Харрельсон 25                | Очки     | Майкл Диксон 20   | «Арена Рига», Рига Зрителей: 400 Судьи: Срдан Дозаи Алексей Давыдов Алексей Чудин |
| 22 февраля 2016 19:30 | Отчёт | Джон Бостич, Джош Харрельсон по 9 | Подборы  | Ховард Сент-Рос 8 | «Арена Рига», Рига Зрителей: 400 Судьи: Срдан Дозаи Алексей Давыдов Алексей Чудин |
| 22 февраля 2016 19:30 | Отчёт | Франсиско Крус 5                  | Передачи | Ховард Сент-Рос 4 | «Арена Рига», Рига Зрителей: 400 Судьи: Срдан Дозаи Алексей Давыдов Алексей Чудин |

| 23 марта 2016 20:00 | Отчёт | Зенит                      | 115:59   | Астана                | «Сибур Арена», Санкт-Петербург Зрителей: 1800 Судьи: Томас Травицки Юрис Кокайнис Пётр Ивашков |
| 23 марта 2016 20:00 | Отчёт | 27:12, 31:16, 25:14, 32:17 |          |                       | «Сибур Арена», Санкт-Петербург Зрителей: 1800 Судьи: Томас Травицки Юрис Кокайнис Пётр Ивашков |
| 23 марта 2016 20:00 | Отчёт | Янис Тимма 18              | Очки     | Рустам Мурзагалиев 12 | «Сибур Арена», Санкт-Петербург Зрителей: 1800 Судьи: Томас Травицки Юрис Кокайнис Пётр Ивашков |
| 23 марта 2016 20:00 | Отчёт | Артём Вихров 6             | Подборы  | Алексей Жуканенко 5   | «Сибур Арена», Санкт-Петербург Зрителей: 1800 Судьи: Томас Травицки Юрис Кокайнис Пётр Ивашков |
| 23 марта 2016 20:00 | Отчёт | Артём Вихров 8             | Передачи | Джерри Джонсон 5      | «Сибур Арена», Санкт-Петербург Зрителей: 1800 Судьи: Томас Травицки Юрис Кокайнис Пётр Ивашков |

## 22 тур
| 23 декабря 2015 16:30 | Отчёт | Калев                      | 72:90    | Химки                             | «Саку Суурхалль», Таллин Зрителей: 1200 Судьи: Арнис Озолс Йоханнес Сарекоски Давид Берекашвили |
| 23 декабря 2015 16:30 | Отчёт | 18:24, 20:22, 17:30, 17:14 |          |                                   | «Саку Суурхалль», Таллин Зрителей: 1200 Судьи: Арнис Озолс Йоханнес Сарекоски Давид Берекашвили |
| 23 декабря 2015 16:30 | Отчёт | Райн Вейдеман 19           | Очки     | Алексей Швед 19                   | «Саку Суурхалль», Таллин Зрителей: 1200 Судьи: Арнис Озолс Йоханнес Сарекоски Давид Берекашвили |
| 23 декабря 2015 16:30 | Отчёт | Джош Бун 13                | Подборы  | Сергей Моня, Дмитрий Соколов по 5 | «Саку Суурхалль», Таллин Зрителей: 1200 Судьи: Арнис Озолс Йоханнес Сарекоски Давид Берекашвили |
| 23 декабря 2015 16:30 | Отчёт | Мартин Дорбек 5            | Передачи | Тайриз Райс 6                     | «Саку Суурхалль», Таллин Зрителей: 1200 Судьи: Арнис Озолс Йоханнес Сарекоски Давид Берекашвили |

| 28 февраля 2016 20:00 | Отчёт | Астана                                  | 71:89    | ВЭФ                              | Велотрек «Сарыарка», Астана Зрителей: 1720 Судьи: Семён Овинов Сергей Михайлов Сергей Чайковский |
| 28 февраля 2016 20:00 | Отчёт | 20:15, 24:22, 15:32, 12:20              |          |                                  | Велотрек «Сарыарка», Астана Зрителей: 1720 Судьи: Семён Овинов Сергей Михайлов Сергей Чайковский |
| 28 февраля 2016 20:00 | Отчёт | Алексей Жуканенко 17                    | Очки     | Джон Бостич 26                   | Велотрек «Сарыарка», Астана Зрителей: 1720 Судьи: Семён Овинов Сергей Михайлов Сергей Чайковский |
| 28 февраля 2016 20:00 | Отчёт | Алексей Жуканенко, Ник Канер-Медли по 8 | Подборы  | Джон Бостич, Марекс Мейерис по 6 | Велотрек «Сарыарка», Астана Зрителей: 1720 Судьи: Семён Овинов Сергей Михайлов Сергей Чайковский |
| 28 февраля 2016 20:00 | Отчёт | Джерри Джонсон, Пэт Калатес по 3        | Передачи | Янис Берзиньш 7                  | Велотрек «Сарыарка», Астана Зрителей: 1720 Судьи: Семён Овинов Сергей Михайлов Сергей Чайковский |

| 28 февраля 2016 16:00 | Отчёт | Нимбурк                        | 75:61    | Цмоки-Минск            | Спортивный комплекс Нимбурка, Нимбурк Зрителей: 1030 Судьи: Марко Юрас Илья Путенко Евгений Ветров |
| 28 февраля 2016 16:00 | Отчёт | 21:21, 20:15, 17:16, 17:9      |          |                        | Спортивный комплекс Нимбурка, Нимбурк Зрителей: 1030 Судьи: Марко Юрас Илья Путенко Евгений Ветров |
| 28 февраля 2016 16:00 | Отчёт | Майкл Диксон 15                | Очки     | Александр Кудрявцев 13 | Спортивный комплекс Нимбурка, Нимбурк Зрителей: 1030 Судьи: Марко Юрас Илья Путенко Евгений Ветров |
| 28 февраля 2016 16:00 | Отчёт | Петр Бенда 7                   | Подборы  | Иван Мараш 10          | Спортивный комплекс Нимбурка, Нимбурк Зрителей: 1030 Судьи: Марко Юрас Илья Путенко Евгений Ветров |
| 28 февраля 2016 16:00 | Отчёт | Иржи Велш, Максим де Зеув по 5 | Передачи | Бранко Миркович 5      | Спортивный комплекс Нимбурка, Нимбурк Зрителей: 1030 Судьи: Марко Юрас Илья Путенко Евгений Ветров |

| 28 февраля 2016 16:00 | Отчёт | Байзонс                          | 99:110 ОТ | Енисей           | Спортивный центр Лоймаа, Лоймаа Зрителей: 713 Судьи: Сергей Защук Александр Сырица Войцех Лишка |
| 28 февраля 2016 16:00 | Отчёт | 29:24, 24:23, 20:27, 21:20, 5:16 |           |                  | Спортивный центр Лоймаа, Лоймаа Зрителей: 713 Судьи: Сергей Защук Александр Сырица Войцех Лишка |
| 28 февраля 2016 16:00 | Отчёт | Пол Хилл 29                      | Очки      | Делрой Джеймс 24 | Спортивный центр Лоймаа, Лоймаа Зрителей: 713 Судьи: Сергей Защук Александр Сырица Войцех Лишка |
| 28 февраля 2016 16:00 | Отчёт | Туукка Котти 12                  | Подборы   | Делрой Джеймс 12 | Спортивный центр Лоймаа, Лоймаа Зрителей: 713 Судьи: Сергей Защук Александр Сырица Войцех Лишка |
| 28 февраля 2016 16:00 | Отчёт | Ремон Нельсон 5                  | Передачи  | Делрой Джеймс 7  | Спортивный центр Лоймаа, Лоймаа Зрителей: 713 Судьи: Сергей Защук Александр Сырица Войцех Лишка |

| 28 февраля 2016 18:00 | Отчёт | УНИКС                                | 81:57    | Вита              | «Баскет-холл», Казань Зрителей: 970 Судьи: Юрис Кокайнис Танел Суслов Юрий Игнатьев |
| 28 февраля 2016 18:00 | Отчёт | 15:13, 22:21, 21:15, 21:15           |          |                   | «Баскет-холл», Казань Зрителей: 970 Судьи: Юрис Кокайнис Танел Суслов Юрий Игнатьев |
| 28 февраля 2016 18:00 | Отчёт | Кит Лэнгфорд 19                      | Очки     | Омар Томас 21     | «Баскет-холл», Казань Зрителей: 970 Судьи: Юрис Кокайнис Танел Суслов Юрий Игнатьев |
| 28 февраля 2016 18:00 | Отчёт | Хоакин Колом, Латавиус Уильямс по 10 | Подборы  | Омар Томас 11     | «Баскет-холл», Казань Зрителей: 970 Судьи: Юрис Кокайнис Танел Суслов Юрий Игнатьев |
| 28 февраля 2016 18:00 | Отчёт | Хоакин Колом 5                       | Передачи | Бека Цивцивадзе 5 | «Баскет-холл», Казань Зрителей: 970 Судьи: Юрис Кокайнис Танел Суслов Юрий Игнатьев |

| 28 февраля 2016 19:00 | Отчёт | ЦСКА                       | 88:94    | Локомотив-Кубань                    | Универсальный спортивный комплекс ЦСКА, Москва Зрителей: 4300 Судьи: Сретен Радович Роберт Выклицки Антон Махлин |
| 28 февраля 2016 19:00 | Отчёт | 24:19, 19:21, 21:22, 24:32 |          |                                     | Универсальный спортивный комплекс ЦСКА, Москва Зрителей: 4300 Судьи: Сретен Радович Роберт Выклицки Антон Махлин |
| 28 февраля 2016 19:00 | Отчёт | Нандо де Коло 30           | Очки     | Энтони Рэндольф 28                  | Универсальный спортивный комплекс ЦСКА, Москва Зрителей: 4300 Судьи: Сретен Радович Роберт Выклицки Антон Махлин |
| 28 февраля 2016 19:00 | Отчёт | Виктор Хряпа 5             | Подборы  | Виктор Клавер, Энтони Рэндольф по 6 | Универсальный спортивный комплекс ЦСКА, Москва Зрителей: 4300 Судьи: Сретен Радович Роберт Выклицки Антон Махлин |
| 28 февраля 2016 19:00 | Отчёт | Милош Теодосич 8           | Передачи | Пять игров по 3                     | Универсальный спортивный комплекс ЦСКА, Москва Зрителей: 4300 Судьи: Сретен Радович Роберт Выклицки Антон Махлин |

| 9 марта 2016 19:00 | Отчёт | Красный Октябрь            | 93:87    | Нижний Новгород | «Альянс-Баскет», Волгоград Зрителей: 980 Судьи: Сергей Михайлов Александр Романов Алексей Ревенко |
| 9 марта 2016 19:00 | Отчёт | 16:16, 21:30, 23:14, 33:27 |          |                 | «Альянс-Баскет», Волгоград Зрителей: 980 Судьи: Сергей Михайлов Александр Романов Алексей Ревенко |
| 9 марта 2016 19:00 | Отчёт | Джерри Джефферсон 23       | Очки     | Виктор Радд 33  | «Альянс-Баскет», Волгоград Зрителей: 980 Судьи: Сергей Михайлов Александр Романов Алексей Ревенко |
| 9 марта 2016 19:00 | Отчёт | Джерри Джефферсон 11       | Подборы  | Виктор Радд 10  | «Альянс-Баскет», Волгоград Зрителей: 980 Судьи: Сергей Михайлов Александр Романов Алексей Ревенко |
| 9 марта 2016 19:00 | Отчёт | Вячеслав Зайцев 10         | Передачи | Виктор Радд 7   | «Альянс-Баскет», Волгоград Зрителей: 980 Судьи: Сергей Михайлов Александр Романов Алексей Ревенко |

| 31 марта 2016 19:00 | Отчёт | Автодор                           | 90:88    | Зенит               | ДС «Кристалл», Саратов Зрителей: 3200 Судьи: Саша Маричич Арнис Озолс Семён Овинов |
| 31 марта 2016 19:00 | Отчёт | 19:11, 20:20, 23:26, 28:31        |          |                     | ДС «Кристалл», Саратов Зрителей: 3200 Судьи: Саша Маричич Арнис Озолс Семён Овинов |
| 31 марта 2016 19:00 | Отчёт | Джефф Брукс, Джереми Чаппел по 15 | Очки     | Янис Тимма 23       | ДС «Кристалл», Саратов Зрителей: 3200 Судьи: Саша Маричич Арнис Озолс Семён Овинов |
| 31 марта 2016 19:00 | Отчёт | Трэвис Питерсон 8                 | Подборы  | Каспарс Берзиньш 10 | ДС «Кристалл», Саратов Зрителей: 3200 Судьи: Саша Маричич Арнис Озолс Семён Овинов |
| 31 марта 2016 19:00 | Отчёт | Трэвис Питерсон 6                 | Передачи | Зебиан Дауделл 6    | ДС «Кристалл», Саратов Зрителей: 3200 Судьи: Саша Маричич Арнис Озолс Семён Овинов |

## 23 тур
| 5 марта 2016 19:00 | Отчёт | Цмоки-Минск                       | 87:83    | Астана                           | «Минск-Арена», Минск Зрителей: 705 Судьи: Борис Рыжик Антон Махлин Геннадий Пономарёв |
| 5 марта 2016 19:00 | Отчёт | 17:19, 24:15, 26:26, 20:23        |          |                                  | «Минск-Арена», Минск Зрителей: 705 Судьи: Борис Рыжик Антон Махлин Геннадий Пономарёв |
| 5 марта 2016 19:00 | Отчёт | Энтони Хиллиард 21                | Очки     | Кеннет Хэйс 24                   | «Минск-Арена», Минск Зрителей: 705 Судьи: Борис Рыжик Антон Махлин Геннадий Пономарёв |
| 5 марта 2016 19:00 | Отчёт | Алексей Лашкевич, Иван Мараш по 8 | Подборы  | Пэт Калатес 7                    | «Минск-Арена», Минск Зрителей: 705 Судьи: Борис Рыжик Антон Махлин Геннадий Пономарёв |
| 5 марта 2016 19:00 | Отчёт | Джастин Грэй 7                    | Передачи | Джерри Джонсон, Кеннет Хэйс по 8 | «Минск-Арена», Минск Зрителей: 705 Судьи: Борис Рыжик Антон Махлин Геннадий Пономарёв |

| 6 марта 2016 18:30 | Отчёт | Вита                       | 72:85    | Енисей             | Дворец спорта, Тбилиси Зрителей: 800 Судьи: Пётр Ивашков Март Уэхендрик Николай Амбросов |
| 6 марта 2016 18:30 | Отчёт | 19:32, 17:17, 20:17, 16:19 |          |                    | Дворец спорта, Тбилиси Зрителей: 800 Судьи: Пётр Ивашков Март Уэхендрик Николай Амбросов |
| 6 марта 2016 18:30 | Отчёт | Даниэль Беджарано 19       | Очки     | Ди Джей Кеннеди 19 | Дворец спорта, Тбилиси Зрителей: 800 Судьи: Пётр Ивашков Март Уэхендрик Николай Амбросов |
| 6 марта 2016 18:30 | Отчёт | Даниэль Беджарано 9        | Подборы  | Ди Джей Кеннеди 8  | Дворец спорта, Тбилиси Зрителей: 800 Судьи: Пётр Ивашков Март Уэхендрик Николай Амбросов |
| 6 марта 2016 18:30 | Отчёт | Андре Джонс 7              | Передачи | Ди Джей Кеннеди 7  | Дворец спорта, Тбилиси Зрителей: 800 Судьи: Пётр Ивашков Март Уэхендрик Николай Амбросов |

| 6 марта 2016 18:00 | Отчёт | Нимбурк                      | 103:76   | Красный Октябрь   | Спортивный комплекс Нимбурка, Нимбурк Зрителей: 680 Судьи: Сергей Чебышев Марцин Ковальски Петер Зениш |
| 6 марта 2016 18:00 | Отчёт | 34:17, 21:24, 24:16, 24:19   |          |                   | Спортивный комплекс Нимбурка, Нимбурк Зрителей: 680 Судьи: Сергей Чебышев Марцин Ковальски Петер Зениш |
| 6 марта 2016 18:00 | Отчёт | Майкл Диксон 17              | Очки     | Экене Ибекве 27   | Спортивный комплекс Нимбурка, Нимбурк Зрителей: 680 Судьи: Сергей Чебышев Марцин Ковальски Петер Зениш |
| 6 марта 2016 18:00 | Отчёт | Ховард Сент-Рос 9            | Подборы  | Экене Ибекве 10   | Спортивный комплекс Нимбурка, Нимбурк Зрителей: 680 Судьи: Сергей Чебышев Марцин Ковальски Петер Зениш |
| 6 марта 2016 18:00 | Отчёт | Иржи Велш, Майкл Диксон по 6 | Передачи | Андрей Матеюнас 5 | Спортивный комплекс Нимбурка, Нимбурк Зрителей: 680 Судьи: Сергей Чебышев Марцин Ковальски Петер Зениш |

| 6 марта 2016 17:30 | Отчёт | Нижний Новгород            | 80:66    | Калев                 | ФОК «Мещерский», Нижний Новгород Зрителей: 800 Судьи: Урош Обркнежевич Дариуш Запольски Петр Груша |
| 6 марта 2016 17:30 | Отчёт | 26:19, 16:16, 18:20, 20:11 |          |                       | ФОК «Мещерский», Нижний Новгород Зрителей: 800 Судьи: Урош Обркнежевич Дариуш Запольски Петр Груша |
| 6 марта 2016 17:30 | Отчёт | Рашид Махалбашич 16        | Очки     | Роландас Фрейманис 14 | ФОК «Мещерский», Нижний Новгород Зрителей: 800 Судьи: Урош Обркнежевич Дариуш Запольски Петр Груша |
| 6 марта 2016 17:30 | Отчёт | Виктор Радд 14             | Подборы  | Шон Кинг 10           | ФОК «Мещерский», Нижний Новгород Зрителей: 800 Судьи: Урош Обркнежевич Дариуш Запольски Петр Груша |
| 6 марта 2016 17:30 | Отчёт | Дмитрий Хвостов 7          | Передачи | Стэн Сокк 8           | ФОК «Мещерский», Нижний Новгород Зрителей: 800 Судьи: Урош Обркнежевич Дариуш Запольски Петр Груша |

| 6 марта 2016 18:00 | Отчёт | Зенит                      | 106:73   | Байзонс            | «Сибур Арена», Санкт-Петербург Зрителей: 3000 Судьи: Арнис Озолс Милош Кольенсич Райн Пеенарди |
| 6 марта 2016 18:00 | Отчёт | 29:22, 34:14, 24:12, 19:25 |          |                    | «Сибур Арена», Санкт-Петербург Зрителей: 3000 Судьи: Арнис Озолс Милош Кольенсич Райн Пеенарди |
| 6 марта 2016 18:00 | Отчёт | Каспарс Берзиньш 23        | Очки     | Туукка Котти 16    | «Сибур Арена», Санкт-Петербург Зрителей: 3000 Судьи: Арнис Озолс Милош Кольенсич Райн Пеенарди |
| 6 марта 2016 18:00 | Отчёт | Зебиан Дауделл 8           | Подборы  | Джошуа Спаркс 8    | «Сибур Арена», Санкт-Петербург Зрителей: 3000 Судьи: Арнис Озолс Милош Кольенсич Райн Пеенарди |
| 6 марта 2016 18:00 | Отчёт | Зебиан Дауделл 7           | Передачи | Четыре игрока по 3 | «Сибур Арена», Санкт-Петербург Зрителей: 3000 Судьи: Арнис Озолс Милош Кольенсич Райн Пеенарди |

| 6 марта 2016 15:00 | Отчёт | УНИКС                      | 89:100   | ЦСКА              | «Баскет-холл», Казань Зрителей: 3800 Судьи: Фернанду Роша Ааре Халико Семён Овинов |
| 6 марта 2016 15:00 | Отчёт | 11:28, 24:24, 29:28, 25:20 |          |                   | «Баскет-холл», Казань Зрителей: 3800 Судьи: Фернанду Роша Ааре Халико Семён Овинов |
| 6 марта 2016 15:00 | Отчёт | Кит Лэнгфорд 24            | Очки     | Милош Теодосич 23 | «Баскет-холл», Казань Зрителей: 3800 Судьи: Фернанду Роша Ааре Халико Семён Овинов |
| 6 марта 2016 15:00 | Отчёт | Латавиус Уильямс 12        | Подборы  | Виктор Хряпа 6    | «Баскет-холл», Казань Зрителей: 3800 Судьи: Фернанду Роша Ааре Халико Семён Овинов |
| 6 марта 2016 15:00 | Отчёт | Хоаким Колом 7             | Передачи | Нандо де Коло 7   | «Баскет-холл», Казань Зрителей: 3800 Судьи: Фернанду Роша Ааре Халико Семён Овинов |

| 7 марта 2016 15:00 | Отчёт | Локомотив-Кубань           | 94:81    | Химки            | «Баскет-холл», Краснодар Зрителей: 7284 Судьи: Саша Маричич Ааре Халико Илья Путенко |
| 7 марта 2016 15:00 | Отчёт | 26:18, 22:22, 17:17, 29:24 |          |                  | «Баскет-холл», Краснодар Зрителей: 7284 Судьи: Саша Маричич Ааре Халико Илья Путенко |
| 7 марта 2016 15:00 | Отчёт | Виктор Клавер 21           | Очки     | Тайриз Райс 19   | «Баскет-холл», Краснодар Зрителей: 7284 Судьи: Саша Маричич Ааре Халико Илья Путенко |
| 7 марта 2016 15:00 | Отчёт | Виктор Клавер 10           | Подборы  | Джеймс Огастин 7 | «Баскет-холл», Краснодар Зрителей: 7284 Судьи: Саша Маричич Ааре Халико Илья Путенко |
| 7 марта 2016 15:00 | Отчёт | Малькольм Дилэйни 8        | Передачи | Алексей Швед 6   | «Баскет-холл», Краснодар Зрителей: 7284 Судьи: Саша Маричич Ааре Халико Илья Путенко |

| 16 апреля 2016 16:00 | Отчёт | ВЭФ                              | 103:91   | Автодор          | «Арена Рига», Рига Зрителей: 150 Судьи: Ааре Халико Марчин Ковальски Ивор Матейек |
| 16 апреля 2016 16:00 | Отчёт | 19:22, 28:17, 30:23, 26:29       |          |                  | «Арена Рига», Рига Зрителей: 150 Судьи: Ааре Халико Марчин Ковальски Ивор Матейек |
| 16 апреля 2016 16:00 | Отчёт | Марекс Мейерис 20                | Очки     | Реджи Уильямс 20 | «Арена Рига», Рига Зрителей: 150 Судьи: Ааре Халико Марчин Ковальски Ивор Матейек |
| 16 апреля 2016 16:00 | Отчёт | Джош Харрельсон 19               | Подборы  | Реджи Уильямс 11 | «Арена Рига», Рига Зрителей: 150 Судьи: Ааре Халико Марчин Ковальски Ивор Матейек |
| 16 апреля 2016 16:00 | Отчёт | Джон Бостич, Франсиско Крус по 6 | Передачи | Пол Столл 9      | «Арена Рига», Рига Зрителей: 150 Судьи: Ааре Халико Марчин Ковальски Ивор Матейек |

## 24 тур
| 13 марта 2016 20:45 | Отчёт | Вита                       | 84:90    | Зенит               | Дворец спорта, Тбилиси Зрителей: 135 Судьи: Дариуш Щерба Владислав Исаченко Юрий Игнатьев |
| 13 марта 2016 20:45 | Отчёт | 17:28, 29:19, 18:18, 20:25 |          |                     | Дворец спорта, Тбилиси Зрителей: 135 Судьи: Дариуш Щерба Владислав Исаченко Юрий Игнатьев |
| 13 марта 2016 20:45 | Отчёт | Даниэль Беджарано 17       | Очки     | Каспарс Берзиньш 26 | Дворец спорта, Тбилиси Зрителей: 135 Судьи: Дариуш Щерба Владислав Исаченко Юрий Игнатьев |
| 13 марта 2016 20:45 | Отчёт | Даниэль Беджарано 10       | Подборы  | Каспарс Берзиньш 13 | Дворец спорта, Тбилиси Зрителей: 135 Судьи: Дариуш Щерба Владислав Исаченко Юрий Игнатьев |
| 13 марта 2016 20:45 | Отчёт | Даниэль Беджарано 5        | Передачи | Зебиан Дауделл 6    | Дворец спорта, Тбилиси Зрителей: 135 Судьи: Дариуш Щерба Владислав Исаченко Юрий Игнатьев |

| 13 марта 2016 17:00 | Отчёт | Автодор                         | 98:85    | Цмоки-Минск        | ДС «Кристалл», Саратов Зрителей: 2700 Судьи: Юрис Кокайнис Евгений Михеев Райн Пеенарди |
| 13 марта 2016 17:00 | Отчёт | 23:23, 27:18, 23:17, 25:27      |          |                    | ДС «Кристалл», Саратов Зрителей: 2700 Судьи: Юрис Кокайнис Евгений Михеев Райн Пеенарди |
| 13 марта 2016 17:00 | Отчёт | Трэвис Питерсон 19              | Очки     | Энтони Хиллиард 27 | ДС «Кристалл», Саратов Зрителей: 2700 Судьи: Юрис Кокайнис Евгений Михеев Райн Пеенарди |
| 13 марта 2016 17:00 | Отчёт | Трэвис Питерсон, Пол Столл по 5 | Подборы  | Гаррет Стуц 10     | ДС «Кристалл», Саратов Зрителей: 2700 Судьи: Юрис Кокайнис Евгений Михеев Райн Пеенарди |
| 13 марта 2016 17:00 | Отчёт | Пол Столл 12                    | Передачи | Джастин Грэй 12    | ДС «Кристалл», Саратов Зрителей: 2700 Судьи: Юрис Кокайнис Евгений Михеев Райн Пеенарди |

| 13 марта 2016 16:00 | Отчёт | Астана                     | 63:98    | Нимбурк          | СК «Жастар», Караганда Зрителей: 620 Судьи: Сергей Защук Илья Путенко Алексей Давыдов |
| 13 марта 2016 16:00 | Отчёт | 12:25, 13:23, 15:29, 23:21 |          |                  | СК «Жастар», Караганда Зрителей: 620 Судьи: Сергей Защук Илья Путенко Алексей Давыдов |
| 13 марта 2016 16:00 | Отчёт | Павел Ильин 12             | Очки     | Войцех Грубан 20 | СК «Жастар», Караганда Зрителей: 620 Судьи: Сергей Защук Илья Путенко Алексей Давыдов |
| 13 марта 2016 16:00 | Отчёт | Ник Канер-Медли 8          | Подборы  | Петр Бенда 10    | СК «Жастар», Караганда Зрителей: 620 Судьи: Сергей Защук Илья Путенко Алексей Давыдов |
| 13 марта 2016 16:00 | Отчёт | Рустам Мурзагалиев 3       | Передачи | Майкл Диксон 9   | СК «Жастар», Караганда Зрителей: 620 Судьи: Сергей Защук Илья Путенко Алексей Давыдов |

| 13 марта 2016 15:00 | Отчёт | Химки                      | 85:90    | УНИКС               | «БЦМО», Химки Зрителей: 1700 Судьи: Миливое Йовчич Ааре Халико Семён Овинов |
| 13 марта 2016 15:00 | Отчёт | 13:31, 22:14, 26:23, 24:22 |          |                     | «БЦМО», Химки Зрителей: 1700 Судьи: Миливое Йовчич Ааре Халико Семён Овинов |
| 13 марта 2016 15:00 | Отчёт | Джош Бун 26                | Очки     | Кит Лэнгфорд 38     | «БЦМО», Химки Зрителей: 1700 Судьи: Миливое Йовчич Ааре Халико Семён Овинов |
| 13 марта 2016 15:00 | Отчёт | Джош Бун 14                | Подборы  | Латавиус Уильямс 11 | «БЦМО», Химки Зрителей: 1700 Судьи: Миливое Йовчич Ааре Халико Семён Овинов |
| 13 марта 2016 15:00 | Отчёт | Тайриз Райс 6              | Передачи | Три игрока по 5     | «БЦМО», Химки Зрителей: 1700 Судьи: Миливое Йовчич Ааре Халико Семён Овинов |

| 13 марта 2016 16:00 | Отчёт | Нижний Новгород            | 96:91    | Локомотив-Кубань                      | ФОК «Мещерский», Нижний Новгород Зрителей: 580 Судьи: Марко Юрас Здравко Рутешич Антон Махлин |
| 13 марта 2016 16:00 | Отчёт | 21:18, 22:17, 26:22, 27:34 |          |                                       | ФОК «Мещерский», Нижний Новгород Зрителей: 580 Судьи: Марко Юрас Здравко Рутешич Антон Махлин |
| 13 марта 2016 16:00 | Отчёт | Дмитрий Хвостов 26         | Очки     | Крис Синглтон 29                      | ФОК «Мещерский», Нижний Новгород Зрителей: 580 Судьи: Марко Юрас Здравко Рутешич Антон Махлин |
| 13 марта 2016 16:00 | Отчёт | Виктор Радд 9              | Подборы  | Малькольм Дилэйни, Виктор Клавер по 7 | ФОК «Мещерский», Нижний Новгород Зрителей: 580 Судьи: Марко Юрас Здравко Рутешич Антон Махлин |
| 13 марта 2016 16:00 | Отчёт | Рашид Махалбашич 6         | Передачи | Малькольм Дилэйни 8                   | ФОК «Мещерский», Нижний Новгород Зрителей: 580 Судьи: Марко Юрас Здравко Рутешич Антон Махлин |

| 13 марта 2016 19:10 | Отчёт | Енисей                     | 81:96    | ЦСКА              | Дворец спорта имени Ивана Ярыгина, Красноярск Зрителей: 3050 Судьи: Сергей Круг Сергей Михайлов Юрий Зинкевич |
| 13 марта 2016 19:10 | Отчёт | 22:23, 18:27, 18:21, 23:25 |          |                   | Дворец спорта имени Ивана Ярыгина, Красноярск Зрителей: 3050 Судьи: Сергей Круг Сергей Михайлов Юрий Зинкевич |
| 13 марта 2016 19:10 | Отчёт | Делрой Джеймс 23           | Очки     | Джоэл Фрилэнд 26  | Дворец спорта имени Ивана Ярыгина, Красноярск Зрителей: 3050 Судьи: Сергей Круг Сергей Михайлов Юрий Зинкевич |
| 13 марта 2016 19:10 | Отчёт | Делрой Джеймс 11           | Подборы  | Виталий Фридзон 9 | Дворец спорта имени Ивана Ярыгина, Красноярск Зрителей: 3050 Судьи: Сергей Круг Сергей Михайлов Юрий Зинкевич |
| 13 марта 2016 19:10 | Отчёт | Алексей Вздыхалкин 4       | Передачи | Кори Хиггинс 5    | Дворец спорта имени Ивана Ярыгина, Красноярск Зрителей: 3050 Судьи: Сергей Круг Сергей Михайлов Юрий Зинкевич |

| 15 марта 2016 18:30 | Отчёт | Калев                              | 89:81    | Красный Октябрь      | «Саку Суурхалль», Таллин Зрителей: 570 Судьи: Олег Латышев Марцин Ковальски Андрей Шарапа |
| 15 марта 2016 18:30 | Отчёт | 26:10, 21:27, 24:22, 18:22         |          |                      | «Саку Суурхалль», Таллин Зрителей: 570 Судьи: Олег Латышев Марцин Ковальски Андрей Шарапа |
| 15 марта 2016 18:30 | Отчёт | Роландас Фрейманис 26              | Очки     | Джерри Джефферсон 25 | «Саку Суурхалль», Таллин Зрителей: 570 Судьи: Олег Латышев Марцин Ковальски Андрей Шарапа |
| 15 марта 2016 18:30 | Отчёт | Шон Кинг 13                        | Подборы  | Джерри Джефферсон 13 | «Саку Суурхалль», Таллин Зрителей: 570 Судьи: Олег Латышев Марцин Ковальски Андрей Шарапа |
| 15 марта 2016 18:30 | Отчёт | Стэн Сокк, Роландас Фрейманис по 4 | Передачи | Вячеслав Зайцев 3    | «Саку Суурхалль», Таллин Зрителей: 570 Судьи: Олег Латышев Марцин Ковальски Андрей Шарапа |

| 16 марта 2016 19:30 | Отчёт | ВЭФ                        | 83:73    | Байзонс         | «Арена Рига», Рига Зрителей: 250 Судьи: Борис Шульга Сергей Беляков Евгений Ветров |
| 16 марта 2016 19:30 | Отчёт | 18:17, 28:16, 22:19, 15:21 |          |                 | «Арена Рига», Рига Зрителей: 250 Судьи: Борис Шульга Сергей Беляков Евгений Ветров |
| 16 марта 2016 19:30 | Отчёт | Мартиньш Мейерс 21         | Очки     | Роналд Кларк 27 | «Арена Рига», Рига Зрителей: 250 Судьи: Борис Шульга Сергей Беляков Евгений Ветров |
| 16 марта 2016 19:30 | Отчёт | Мартиньш Мейерс 10         | Подборы  | Джошуа Спаркс 8 | «Арена Рига», Рига Зрителей: 250 Судьи: Борис Шульга Сергей Беляков Евгений Ветров |
| 16 марта 2016 19:30 | Отчёт | Франсиско Крус 4           | Передачи | Туукка Котти 5  | «Арена Рига», Рига Зрителей: 250 Судьи: Борис Шульга Сергей Беляков Евгений Ветров |

## 25 тур
| 20 марта 2016 16:00 | Отчёт | Нижний Новгород                    | 91:81 ОТ | УНИКС                | Дворец спорта «Нагорный», Нижний Новгород Зрителей: 800 Судьи: Олег Латышев Илья Путенко Алексей Давыдов |
| 20 марта 2016 16:00 | Отчёт | 13:24, 15:18, 25:17, 22:16, 16:6   |          |                      | Дворец спорта «Нагорный», Нижний Новгород Зрителей: 800 Судьи: Олег Латышев Илья Путенко Алексей Давыдов |
| 20 марта 2016 16:00 | Отчёт | Виктор Радд 21                     | Очки     | Хоаким Колом 15      | Дворец спорта «Нагорный», Нижний Новгород Зрителей: 800 Судьи: Олег Латышев Илья Путенко Алексей Давыдов |
| 20 марта 2016 16:00 | Отчёт | Рашид Махалбашич, Виктор Радд по 8 | Подборы  | Артем Параховский 10 | Дворец спорта «Нагорный», Нижний Новгород Зрителей: 800 Судьи: Олег Латышев Илья Путенко Алексей Давыдов |
| 20 марта 2016 16:00 | Отчёт | Дмитрий Хвостов 8                  | Передачи | Хоаким Колом 7       | Дворец спорта «Нагорный», Нижний Новгород Зрителей: 800 Судьи: Олег Латышев Илья Путенко Алексей Давыдов |

| 20 марта 2016 16:00 | Отчёт | Цмоки-Минск                | 119:83   | Байзонс          | «Минск-Арена», Минск Зрителей: 920 Судьи: Борис Рыжик Сергей Круг Александр Романов |
| 20 марта 2016 16:00 | Отчёт | 34:23, 26:31, 27:16, 32:13 |          |                  | «Минск-Арена», Минск Зрителей: 920 Судьи: Борис Рыжик Сергей Круг Александр Романов |
| 20 марта 2016 16:00 | Отчёт | Энтони Хиллиард 32         | Очки     | Джошуа Спаркс 24 | «Минск-Арена», Минск Зрителей: 920 Судьи: Борис Рыжик Сергей Круг Александр Романов |
| 20 марта 2016 16:00 | Отчёт | Иван Мараш 13              | Подборы  | Джошуа Спаркс 7  | «Минск-Арена», Минск Зрителей: 920 Судьи: Борис Рыжик Сергей Круг Александр Романов |
| 20 марта 2016 16:00 | Отчёт | Джастин Грэй 11            | Передачи | Ремон Нельсон 7  | «Минск-Арена», Минск Зрителей: 920 Судьи: Борис Рыжик Сергей Круг Александр Романов |

| 20 марта 2016 16:00 | Отчёт | Локомотив-Кубань                       | 71:67    | Калев       | «Баскет-холл», Краснодар Зрителей: 3158 Судьи: Арнис Озолс Йоханнес Сарекоски Пётр Ивашков |
| 20 марта 2016 16:00 | Отчёт | 16:19, 13:13, 20:18, 22:17             |          |             | «Баскет-холл», Краснодар Зрителей: 3158 Судьи: Арнис Озолс Йоханнес Сарекоски Пётр Ивашков |
| 20 марта 2016 16:00 | Отчёт | Райан Брокхофф, Виктор Клавер по 14    | Очки     | Шон Кинг 17 | «Баскет-холл», Краснодар Зрителей: 3158 Судьи: Арнис Озолс Йоханнес Сарекоски Пётр Ивашков |
| 20 марта 2016 16:00 | Отчёт | Райан Брокхофф 9                       | Подборы  | Шон Кинг 15 | «Баскет-холл», Краснодар Зрителей: 3158 Судьи: Арнис Озолс Йоханнес Сарекоски Пётр Ивашков |
| 20 марта 2016 16:00 | Отчёт | Райан Брокхофф, Малькольм Дилэйни по 4 | Передачи | Стэн Сокк 6 | «Баскет-холл», Краснодар Зрителей: 3158 Судьи: Арнис Озолс Йоханнес Сарекоски Пётр Ивашков |

| 20 марта 2016 17:00 | Отчёт | ВЭФ                              | 99:59    | Вита                   | «Арена Рига», Рига Зрителей: 200 Судьи: Антон Махлин Владимир Педьев Алексей Чудин |
| 20 марта 2016 17:00 | Отчёт | 22:10, 17:11, 24:23, 36:15       |          |                        | «Арена Рига», Рига Зрителей: 200 Судьи: Антон Махлин Владимир Педьев Алексей Чудин |
| 20 марта 2016 17:00 | Отчёт | Янис Берзиньш 19                 | Очки     | Андре Джонс 21         | «Арена Рига», Рига Зрителей: 200 Судьи: Антон Махлин Владимир Педьев Алексей Чудин |
| 20 марта 2016 17:00 | Отчёт | Джон Бостич, Марекс Мейерис по 7 | Подборы  | Константин Аникиенко 9 | «Арена Рига», Рига Зрителей: 200 Судьи: Антон Махлин Владимир Педьев Алексей Чудин |
| 20 марта 2016 17:00 | Отчёт | Франсиско Крус 7                 | Передачи | Андре Джонс 4          | «Арена Рига», Рига Зрителей: 200 Судьи: Антон Махлин Владимир Педьев Алексей Чудин |

| 20 марта 2016 18:00 | Отчёт | Зенит                     | 82:86    | ЦСКА             | «Сибур Арена», Санкт-Петербург Зрителей: 5500 Судьи: Роберт Выклицки Семён Овинов Здравко Рутешич |
| 20 марта 2016 18:00 | Отчёт | 23:22, 9:17, 24:16, 26:31 |          |                  | «Сибур Арена», Санкт-Петербург Зрителей: 5500 Судьи: Роберт Выклицки Семён Овинов Здравко Рутешич |
| 20 марта 2016 18:00 | Отчёт | Райан Тулсон 22           | Очки     | Нандо де Коло 26 | «Сибур Арена», Санкт-Петербург Зрителей: 5500 Судьи: Роберт Выклицки Семён Овинов Здравко Рутешич |
| 20 марта 2016 18:00 | Отчёт | Янис Тимма 8              | Подборы  | Джоэл Фрилэнд 11 | «Сибур Арена», Санкт-Петербург Зрителей: 5500 Судьи: Роберт Выклицки Семён Овинов Здравко Рутешич |
| 20 марта 2016 18:00 | Отчёт | Зебиан Дауделл 10         | Передачи | Милош Теодосич 6 | «Сибур Арена», Санкт-Петербург Зрителей: 5500 Судьи: Роберт Выклицки Семён Овинов Здравко Рутешич |

| 21 марта 2016 18:30 | Отчёт | Нимбурк                    | 73:92    | Автодор           | Спортивный комплекс Нимбурка, Нимбурк Зрителей: 820 Судьи: Борис Шульга Марек Малышевски Милан Брзяк |
| 21 марта 2016 18:30 | Отчёт | 14:27, 17:28, 23:26, 19:11 |          |                   | Спортивный комплекс Нимбурка, Нимбурк Зрителей: 820 Судьи: Борис Шульга Марек Малышевски Милан Брзяк |
| 21 марта 2016 18:30 | Отчёт | Чейссон Рэндл 15           | Очки     | Пол Столл 17      | Спортивный комплекс Нимбурка, Нимбурк Зрителей: 820 Судьи: Борис Шульга Марек Малышевски Милан Брзяк |
| 21 марта 2016 18:30 | Отчёт | Ховард Сент-Рос 9          | Подборы  | Джереми Чаппел 10 | Спортивный комплекс Нимбурка, Нимбурк Зрителей: 820 Судьи: Борис Шульга Марек Малышевски Милан Брзяк |
| 21 марта 2016 18:30 | Отчёт | Ховард Сент-Рос 4          | Передачи | Пол Столл 8       | Спортивный комплекс Нимбурка, Нимбурк Зрителей: 820 Судьи: Борис Шульга Марек Малышевски Милан Брзяк |

| 23 апреля 2016 16:00 | Отчёт | Красный Октябрь            | 106:85   | Астана               | «Альянс-Баскет», Волгоград Зрителей: 280 Судьи: Оскар Лучис Андрей Шарапа Райн Пееранди |
| 23 апреля 2016 16:00 | Отчёт | 23:23, 33:20, 23:22, 27:20 |          |                      | «Альянс-Баскет», Волгоград Зрителей: 280 Судьи: Оскар Лучис Андрей Шарапа Райн Пееранди |
| 23 апреля 2016 16:00 | Отчёт | Джерри Джефферсон 29       | Очки     | Алексей Жуканенко 22 | «Альянс-Баскет», Волгоград Зрителей: 280 Судьи: Оскар Лучис Андрей Шарапа Райн Пееранди |
| 23 апреля 2016 16:00 | Отчёт | Джерри Джефферсон 15       | Подборы  | Александр Жигулин 9  | «Альянс-Баскет», Волгоград Зрителей: 280 Судьи: Оскар Лучис Андрей Шарапа Райн Пееранди |
| 23 апреля 2016 16:00 | Отчёт | Вячеслав Зайцев 11         | Передачи | Пэт Калатес 7        | «Альянс-Баскет», Волгоград Зрителей: 280 Судьи: Оскар Лучис Андрей Шарапа Райн Пееранди |

| 23 апреля 2016 19:10 | Отчёт | Енисей                              | 85:95    | Химки              | Дворец спорта имени Ивана Ярыгина, Красноярск Зрителей: 1020 Судьи: Илья Путенко Алексей Давыдов Игорь Деменков |
| 23 апреля 2016 19:10 | Отчёт | 22:21, 16:27, 27:21, 20:26          |          |                    | Дворец спорта имени Ивана Ярыгина, Красноярск Зрителей: 1020 Судьи: Илья Путенко Алексей Давыдов Игорь Деменков |
| 23 апреля 2016 19:10 | Отчёт | Делрой Джеймс, Артём Яковенко по 16 | Очки     | Петтери Копонен 18 | Дворец спорта имени Ивана Ярыгина, Красноярск Зрителей: 1020 Судьи: Илья Путенко Алексей Давыдов Игорь Деменков |
| 23 апреля 2016 19:10 | Отчёт | Делрой Джеймс 8                     | Подборы  | Джош Бун 8         | Дворец спорта имени Ивана Ярыгина, Красноярск Зрителей: 1020 Судьи: Илья Путенко Алексей Давыдов Игорь Деменков |
| 23 апреля 2016 19:10 | Отчёт | Тони Тэйлор 4                       | Передачи | Тайриз Райс 4      | Дворец спорта имени Ивана Ярыгина, Красноярск Зрителей: 1020 Судьи: Илья Путенко Алексей Давыдов Игорь Деменков |

## 26 тур
| 25 марта 2016 16:00 | Отчёт | Байзонс                   | 60:96    | Нимбурк         | Спортивный центр Лоймаа, Лоймаа Зрителей: 758 Судьи: Сергей Круг Ингус Бауманис Алексей Чудин |
| 25 марта 2016 16:00 | Отчёт | 9:24, 14:22, 17:26, 20:24 |          |                 | Спортивный центр Лоймаа, Лоймаа Зрителей: 758 Судьи: Сергей Круг Ингус Бауманис Алексей Чудин |
| 25 марта 2016 16:00 | Отчёт | Янник Франке 19           | Очки     | Майкл Диксон 20 | Спортивный центр Лоймаа, Лоймаа Зрителей: 758 Судьи: Сергей Круг Ингус Бауманис Алексей Чудин |
| 25 марта 2016 16:00 | Отчёт | Туукка Котти 9            | Подборы  | Петр Бенда 7    | Спортивный центр Лоймаа, Лоймаа Зрителей: 758 Судьи: Сергей Круг Ингус Бауманис Алексей Чудин |
| 25 марта 2016 16:00 | Отчёт | Вилле Макалайнен 3        | Передачи | Майкл Диксон 11 | Спортивный центр Лоймаа, Лоймаа Зрителей: 758 Судьи: Сергей Круг Ингус Бауманис Алексей Чудин |

| 26 марта 2016 16:00 | Отчёт | Автодор                    | 132:72   | Астана               | ДС «Кристалл», Саратов Зрителей: 2000 Судьи: Ааре Халико Йосип Радойкович Мартинс Козловскис |
| 26 марта 2016 16:00 | Отчёт | 32:20, 30:19, 36:20, 34:13 |          |                      | ДС «Кристалл», Саратов Зрителей: 2000 Судьи: Ааре Халико Йосип Радойкович Мартинс Козловскис |
| 26 марта 2016 16:00 | Отчёт | Пол Столл 23               | Очки     | Рустам Яргалиев 16   | ДС «Кристалл», Саратов Зрителей: 2000 Судьи: Ааре Халико Йосип Радойкович Мартинс Козловскис |
| 26 марта 2016 16:00 | Отчёт | Джефф Брукс 7              | Подборы  | Алексей Жуканенко 7  | ДС «Кристалл», Саратов Зрителей: 2000 Судьи: Ааре Халико Йосип Радойкович Мартинс Козловскис |
| 26 марта 2016 16:00 | Отчёт | Пол Столл 14               | Передачи | Рустам Мурзагалиев 7 | ДС «Кристалл», Саратов Зрителей: 2000 Судьи: Ааре Халико Йосип Радойкович Мартинс Козловскис |

| 27 марта 2016 16:00 | Отчёт | Локомотив-Кубань          | 81:63    | Красный Октябрь                        | Баскет-холл, Краснодар Зрителей: 2743 Судьи: Милош Кольенсич Евгений Ветров Станислав Валеев |
| 27 марта 2016 16:00 | Отчёт | 26:16, 15:13, 25:9, 15:25 |          |                                        | Баскет-холл, Краснодар Зрителей: 2743 Судьи: Милош Кольенсич Евгений Ветров Станислав Валеев |
| 27 марта 2016 16:00 | Отчёт | Энтони Рэндольф 18        | Очки     | Джерри Джефферсон 14                   | Баскет-холл, Краснодар Зрителей: 2743 Судьи: Милош Кольенсич Евгений Ветров Станислав Валеев |
| 27 марта 2016 16:00 | Отчёт | Три игрока по 5           | Подборы  | Три игрока по 5                        | Баскет-холл, Краснодар Зрителей: 2743 Судьи: Милош Кольенсич Евгений Ветров Станислав Валеев |
| 27 марта 2016 16:00 | Отчёт | Максим Колюшкин 5         | Передачи | Василий Заворуев, Андрей Матеюнас по 3 | Баскет-холл, Краснодар Зрителей: 2743 Судьи: Милош Кольенсич Евгений Ветров Станислав Валеев |

| 27 марта 2016 17:30 | Отчёт | Нижний Новгород            | 93:75    | Енисей                          | ФОК «Мещерский», Нижний Новгород Зрителей: 820 Судьи: Йосип Радойкович Сергей Беляков Евгений Островский |
| 27 марта 2016 17:30 | Отчёт | 23:17, 23:22, 21:14, 26:22 |          |                                 | ФОК «Мещерский», Нижний Новгород Зрителей: 820 Судьи: Йосип Радойкович Сергей Беляков Евгений Островский |
| 27 марта 2016 17:30 | Отчёт | Дмитрий Хвостов 27         | Очки     | Артём Яковенко 24               | ФОК «Мещерский», Нижний Новгород Зрителей: 820 Судьи: Йосип Радойкович Сергей Беляков Евгений Островский |
| 27 марта 2016 17:30 | Отчёт | Рашид Махалбашич 7         | Подборы  | Александр Павлов 6              | ФОК «Мещерский», Нижний Новгород Зрителей: 820 Судьи: Йосип Радойкович Сергей Беляков Евгений Островский |
| 27 марта 2016 17:30 | Отчёт | Рашид Махалбашич 6         | Передачи | Делрой Джеймс, Тони Тэйлор по 4 | ФОК «Мещерский», Нижний Новгород Зрителей: 820 Судьи: Йосип Радойкович Сергей Беляков Евгений Островский |

| 27 марта 2016 18:00 | Отчёт | ЦСКА                               | 101:93   | ВЭФ                              | Универсальный спортивный комплекс ЦСКА, Москва Зрителей: 1500 Судьи: Радомир Войинович Петри Мянтюля Танел Суслов |
| 27 марта 2016 18:00 | Отчёт | 25:18, 26:23, 20:19, 30:33         |          |                                  | Универсальный спортивный комплекс ЦСКА, Москва Зрителей: 1500 Судьи: Радомир Войинович Петри Мянтюля Танел Суслов |
| 27 марта 2016 18:00 | Отчёт | Нандо де Коло 25                   | Очки     | Янис Берзиньш 19                 | Универсальный спортивный комплекс ЦСКА, Москва Зрителей: 1500 Судьи: Радомир Войинович Петри Мянтюля Танел Суслов |
| 27 марта 2016 18:00 | Отчёт | Никита Курбанов 9                  | Подборы  | Джон Бостич, Марекс Мейерис по 7 | Универсальный спортивный комплекс ЦСКА, Москва Зрителей: 1500 Судьи: Радомир Войинович Петри Мянтюля Танел Суслов |
| 27 марта 2016 18:00 | Отчёт | Нандо де Коло, Милош Теодосич по 6 | Передачи | Франсиско Крус 7                 | Универсальный спортивный комплекс ЦСКА, Москва Зрителей: 1500 Судьи: Радомир Войинович Петри Мянтюля Танел Суслов |

| 27 марта 2016 20:45 | Отчёт | Вита                       | 81:80    | Цмоки-Минск        | Дворец спорта, Тбилиси Зрителей: 120 Судьи: Сергей Защук Алексей Чудин Игорь Деменков |
| 27 марта 2016 20:45 | Отчёт | 16:19, 23:18, 19:25, 23:18 |          |                    | Дворец спорта, Тбилиси Зрителей: 120 Судьи: Сергей Защук Алексей Чудин Игорь Деменков |
| 27 марта 2016 20:45 | Отчёт | Даниэль Беджарано 21       | Очки     | Энтони Хиллиард 19 | Дворец спорта, Тбилиси Зрителей: 120 Судьи: Сергей Защук Алексей Чудин Игорь Деменков |
| 27 марта 2016 20:45 | Отчёт | Константин Аникиенко 9     | Подборы  | Энтони Хиллиард 15 | Дворец спорта, Тбилиси Зрителей: 120 Судьи: Сергей Защук Алексей Чудин Игорь Деменков |
| 27 марта 2016 20:45 | Отчёт | Бека Цивцивадзе 6          | Передачи | Джастин Грэй 8     | Дворец спорта, Тбилиси Зрителей: 120 Судьи: Сергей Защук Алексей Чудин Игорь Деменков |

| 28 марта 2016 18:00 | Отчёт | Калев                            | 84:89 ОТ | УНИКС                               | «Саку Суурхалль», Таллин Зрителей: 800 Судьи: Борис Рыжик Оскар Лучис Станислав Кучера |
| 28 марта 2016 18:00 | Отчёт | 18:16, 17:29, 24:20, 16:10, 9:14 |          |                                     | «Саку Суурхалль», Таллин Зрителей: 800 Судьи: Борис Рыжик Оскар Лучис Станислав Кучера |
| 28 марта 2016 18:00 | Отчёт | Грегор Арбет 19                  | Очки     | Кит Лэнгфорд, Антон Понкрашов по 30 | «Саку Суурхалль», Таллин Зрителей: 800 Судьи: Борис Рыжик Оскар Лучис Станислав Кучера |
| 28 марта 2016 18:00 | Отчёт | Шон Кинг 15                      | Подборы  | Костас Каймакоглу 12                | «Саку Суурхалль», Таллин Зрителей: 800 Судьи: Борис Рыжик Оскар Лучис Станислав Кучера |
| 28 марта 2016 18:00 | Отчёт | Мартин Дорбек 5                  | Передачи | Антон Понкрашов 7                   | «Саку Суурхалль», Таллин Зрителей: 800 Судьи: Борис Рыжик Оскар Лучис Станислав Кучера |

| 28 марта 2016 20:00 | Отчёт | Химки                                | 90:84    | Зенит                                 | «БЦМО», Химки Зрителей: 2800 Судьи: Радомир Войинович Петри Мянтюля Александр Романов |
| 28 марта 2016 20:00 | Отчёт | 31:17, 27:16, 13:32, 19:19           |          |                                       | «БЦМО», Химки Зрителей: 2800 Судьи: Радомир Войинович Петри Мянтюля Александр Романов |
| 28 марта 2016 20:00 | Отчёт | Алексей Швед 23                      | Очки     | Райан Тулсон 20                       | «БЦМО», Химки Зрителей: 2800 Судьи: Радомир Войинович Петри Мянтюля Александр Романов |
| 28 марта 2016 20:00 | Отчёт | Джеймс Огастин, Тайлер Ханикатт по 7 | Подборы  | Каспарс Берзиньш, Никита Баринов по 5 | «БЦМО», Химки Зрителей: 2800 Судьи: Радомир Войинович Петри Мянтюля Александр Романов |
| 28 марта 2016 20:00 | Отчёт | Алексей Швед 5                       | Передачи | Зебиан Дауделл 7                      | «БЦМО», Химки Зрителей: 2800 Судьи: Радомир Войинович Петри Мянтюля Александр Романов |

## 27 тур
| 22 октября 2015 20:00 | Отчёт | Астана                     | 83:80    | Байзонс            | Велотрек «Сарыарка», Астана Зрителей: 560 Судьи: Эмин Могулкоч Антон Махлин Андрей Шарапа |
| 22 октября 2015 20:00 | Отчёт | 25:16, 23:24, 15:18, 20:22 |          |                    | Велотрек «Сарыарка», Астана Зрителей: 560 Судьи: Эмин Могулкоч Антон Махлин Андрей Шарапа |
| 22 октября 2015 20:00 | Отчёт | Джерри Джонсон 19          | Очки     | Мартин Зено 18     | Велотрек «Сарыарка», Астана Зрителей: 560 Судьи: Эмин Могулкоч Антон Махлин Андрей Шарапа |
| 22 октября 2015 20:00 | Отчёт | Три игрока по 6            | Подборы  | Джастин Джексон 13 | Велотрек «Сарыарка», Астана Зрителей: 560 Судьи: Эмин Могулкоч Антон Махлин Андрей Шарапа |
| 22 октября 2015 20:00 | Отчёт | Джерри Джонсон 9           | Передачи | Джастин Джексон 5  | Велотрек «Сарыарка», Астана Зрителей: 560 Судьи: Эмин Могулкоч Антон Махлин Андрей Шарапа |

| 3 апреля 2016 17:00 | Отчёт | Автодор                             | 102:95   | Красный Октябрь                      | ДС «Кристалл», Саратов Зрителей: 2500 Судьи: Илья Путенко Александр Романов Юрий Зинкевич |
| 3 апреля 2016 17:00 | Отчёт | 21:30, 29:19, 32:14, 20:32          |          |                                      | ДС «Кристалл», Саратов Зрителей: 2500 Судьи: Илья Путенко Александр Романов Юрий Зинкевич |
| 3 апреля 2016 17:00 | Отчёт | Трэвис Питерсон, Пол Столл 16       | Очки     | Василий Заворуев 26                  | ДС «Кристалл», Саратов Зрителей: 2500 Судьи: Илья Путенко Александр Романов Юрий Зинкевич |
| 3 апреля 2016 17:00 | Отчёт | Артём Забелин, Трэвис Питерсон по 8 | Подборы  | Джерри Джефферсон, Экене Ибекве по 6 | ДС «Кристалл», Саратов Зрителей: 2500 Судьи: Илья Путенко Александр Романов Юрий Зинкевич |
| 3 апреля 2016 17:00 | Отчёт | Пол Столл 10                        | Передачи | Василий Заворуев 7                   | ДС «Кристалл», Саратов Зрителей: 2500 Судьи: Илья Путенко Александр Романов Юрий Зинкевич |

| 3 апреля 2016 15:00 | Отчёт | Цмоки-Минск                | 81:83    | ЦСКА                 | «Минск-Арена», Минск Зрителей: 1950 Судьи: Александар Глисич Сергей Чайковский Дариуш Запольски |
| 3 апреля 2016 15:00 | Отчёт | 14:18, 18:22, 33:26, 16:17 |          |                      | «Минск-Арена», Минск Зрителей: 1950 Судьи: Александар Глисич Сергей Чайковский Дариуш Запольски |
| 3 апреля 2016 15:00 | Отчёт | Бранко Миркович 19         | Очки     | Андрей Воронцевич 16 | «Минск-Арена», Минск Зрителей: 1950 Судьи: Александар Глисич Сергей Чайковский Дариуш Запольски |
| 3 апреля 2016 15:00 | Отчёт | Гаррет Стуц 8              | Подборы  | Андрей Воронцевич 6  | «Минск-Арена», Минск Зрителей: 1950 Судьи: Александар Глисич Сергей Чайковский Дариуш Запольски |
| 3 апреля 2016 15:00 | Отчёт | Бранко Миркович 5          | Передачи | Андрей Воронцевич 4  | «Минск-Арена», Минск Зрителей: 1950 Судьи: Александар Глисич Сергей Чайковский Дариуш Запольски |

| 3 апреля 2016 18:00 | Отчёт | Зенит                             | 77:76    | Нижний Новгород    | «Сибур Арена», Санкт-Петербург Зрителей: 2300 Судьи: Миливое Йовчич Сергей Круг Евгений Ветров |
| 3 апреля 2016 18:00 | Отчёт | 14:14, 18:20, 24:18, 21:24        |          |                    | «Сибур Арена», Санкт-Петербург Зрителей: 2300 Судьи: Миливое Йовчич Сергей Круг Евгений Ветров |
| 3 апреля 2016 18:00 | Отчёт | Янис Тимма 18                     | Очки     | Дмитрий Хвостов 28 | «Сибур Арена», Санкт-Петербург Зрителей: 2300 Судьи: Миливое Йовчич Сергей Круг Евгений Ветров |
| 3 апреля 2016 18:00 | Отчёт | Каспарс Берзиньш 6                | Подборы  | Рашид Махалбашич 9 | «Сибур Арена», Санкт-Петербург Зрителей: 2300 Судьи: Миливое Йовчич Сергей Круг Евгений Ветров |
| 3 апреля 2016 18:00 | Отчёт | Артём Вихров, Зебиан Дауделл по 6 | Передачи | Дмитрий Хвостов 3  | «Сибур Арена», Санкт-Петербург Зрителей: 2300 Судьи: Миливое Йовчич Сергей Круг Евгений Ветров |

| 3 апреля 2016 15:00 | Отчёт | УНИКС                      | 80:76    | Локомотив-Кубань     | «Баскет-холл», Казань Зрителей: 2400 Судьи: Илия Белошевич Антон Махлин Сергей Михайлов |
| 3 апреля 2016 15:00 | Отчёт | 13:10, 15:22, 31:16, 21:28 |          |                      | «Баскет-холл», Казань Зрителей: 2400 Судьи: Илия Белошевич Антон Махлин Сергей Михайлов |
| 3 апреля 2016 15:00 | Отчёт | Кит Лэнгфорд 20            | Очки     | Малькольм Дилэйни 17 | «Баскет-холл», Казань Зрителей: 2400 Судьи: Илия Белошевич Антон Махлин Сергей Михайлов |
| 3 апреля 2016 15:00 | Отчёт | Костас Каймакоглу 10       | Подборы  | Райан Брокхофф 7     | «Баскет-холл», Казань Зрителей: 2400 Судьи: Илия Белошевич Антон Махлин Сергей Михайлов |
| 3 апреля 2016 15:00 | Отчёт | Хоаким Колом 6             | Передачи | Малькольм Дилэйни 5  | «Баскет-холл», Казань Зрителей: 2400 Судьи: Илия Белошевич Антон Махлин Сергей Михайлов |

| 3 апреля 2016 19:10 | Отчёт | Енисей                            | 97:90 От | Калев           | Дворец спорта имени Ивана Ярыгина, Красноярск Зрителей: 1100 Судьи: Андрис Аукоргес Евгений Михеев Андрей Шарапа |
| 3 апреля 2016 19:10 | Отчёт | 24:20, 18:17, 14:22, 26:23, 15:8  |          |                 | Дворец спорта имени Ивана Ярыгина, Красноярск Зрителей: 1100 Судьи: Андрис Аукоргес Евгений Михеев Андрей Шарапа |
| 3 апреля 2016 19:10 | Отчёт | Ди Джей Кеннеди 18                | Очки     | Грегор Арбет 19 | Дворец спорта имени Ивана Ярыгина, Красноярск Зрителей: 1100 Судьи: Андрис Аукоргес Евгений Михеев Андрей Шарапа |
| 3 апреля 2016 19:10 | Отчёт | Ди Джей Кеннеди 15                | Подборы  | Шон Кинг 16     | Дворец спорта имени Ивана Ярыгина, Красноярск Зрителей: 1100 Судьи: Андрис Аукоргес Евгений Михеев Андрей Шарапа |
| 3 апреля 2016 19:10 | Отчёт | Ди Джей Кеннеди, Тони Тэйлор по 6 | Передачи | Моррис Карри 5  | Дворец спорта имени Ивана Ярыгина, Красноярск Зрителей: 1100 Судьи: Андрис Аукоргес Евгений Михеев Андрей Шарапа |

| 3 апреля 2016 17:00 | Отчёт | ВЭФ                        | 79:89    | Химки                             | «Арена Рига», Рига Зрителей: 350 Судьи: Марек Цмикевич Март Уэхендрик Владислав Исаченко |
| 3 апреля 2016 17:00 | Отчёт | 23:30, 18:18, 23:23, 15:18 |          |                                   | «Арена Рига», Рига Зрителей: 350 Судьи: Марек Цмикевич Март Уэхендрик Владислав Исаченко |
| 3 апреля 2016 17:00 | Отчёт | Марекс Мейерис 21          | Очки     | Тайриз Райс 20                    | «Арена Рига», Рига Зрителей: 350 Судьи: Марек Цмикевич Март Уэхендрик Владислав Исаченко |
| 3 апреля 2016 17:00 | Отчёт | Джош Харрельсон 8          | Подборы  | Джош Бун 12                       | «Арена Рига», Рига Зрителей: 350 Судьи: Марек Цмикевич Март Уэхендрик Владислав Исаченко |
| 3 апреля 2016 17:00 | Отчёт | Франсиско Крус 8           | Передачи | Джеймс Огастин, Алексей Швед по 4 | «Арена Рига», Рига Зрителей: 350 Судьи: Марек Цмикевич Март Уэхендрик Владислав Исаченко |

| 5 апреля 2016 18:30 | Отчёт | Нимбурк                           | 111:51   | Вита                                      | Спортивный комплекс Нимбурка, Нимбурк Зрителей: 450 Судьи: Илья Путенко Геннадий Пономарёв Борис Габара |
| 5 апреля 2016 18:30 | Отчёт | 24:10, 32:14, 37:16, 18:11        |          |                                           | Спортивный комплекс Нимбурка, Нимбурк Зрителей: 450 Судьи: Илья Путенко Геннадий Пономарёв Борис Габара |
| 5 апреля 2016 18:30 | Отчёт | Чейссон Рэндл 19                  | Очки     | Майзер Ревазашвили 21                     | Спортивный комплекс Нимбурка, Нимбурк Зрителей: 450 Судьи: Илья Путенко Геннадий Пономарёв Борис Габара |
| 5 апреля 2016 18:30 | Отчёт | Мартин Криж, Ховард Сент-Рос по 9 | Подборы  | Константин Аникиенко, Лука Гиоргадзе по 9 | Спортивный комплекс Нимбурка, Нимбурк Зрителей: 450 Судьи: Илья Путенко Геннадий Пономарёв Борис Габара |
| 5 апреля 2016 18:30 | Отчёт | Майкл Диксон 9                    | Передачи | Бека Цивцивадзе 6                         | Спортивный комплекс Нимбурка, Нимбурк Зрителей: 450 Судьи: Илья Путенко Геннадий Пономарёв Борис Габара |

## 28 тур
| 22 ноября 2015 17:00 | Отчёт | ЦСКА                       | 119:68   | Нимбурк                          | Универсальный спортивный комплекс ЦСКА, Москва Зрителей: 2000 Судьи: Олег Латышев Ааре Халико Марек Малышевски |
| 22 ноября 2015 17:00 | Отчёт | 28:14, 33:14, 29:22, 29:18 |          |                                  | Универсальный спортивный комплекс ЦСКА, Москва Зрителей: 2000 Судьи: Олег Латышев Ааре Халико Марек Малышевски |
| 22 ноября 2015 17:00 | Отчёт | Андрей Воронцевич 16       | Очки     | Чейссон Рэндл 25                 | Универсальный спортивный комплекс ЦСКА, Москва Зрителей: 2000 Судьи: Олег Латышев Ааре Халико Марек Малышевски |
| 22 ноября 2015 17:00 | Отчёт | Иван Лазарев 8             | Подборы  | Мартин Криж 5                    | Универсальный спортивный комплекс ЦСКА, Москва Зрителей: 2000 Судьи: Олег Латышев Ааре Халико Марек Малышевски |
| 22 ноября 2015 17:00 | Отчёт | Кори Хиггинс 11            | Передачи | Майкл Диксон, Чейссон Рэндл по 4 | Универсальный спортивный комплекс ЦСКА, Москва Зрителей: 2000 Судьи: Олег Латышев Ааре Халико Марек Малышевски |

| 10 апреля 2016 21:30 | Отчёт | Вита                    | 53:62    | Астана                              | Дворец спорта, Тбилиси Зрителей: 100 Судьи: Антон Махлин Арнис Озолс Алексей Чудин |
| 10 апреля 2016 21:30 | Отчёт | 22:15, 8:16, 9:23, 14:8 |          |                                     | Дворец спорта, Тбилиси Зрителей: 100 Судьи: Антон Махлин Арнис Озолс Алексей Чудин |
| 10 апреля 2016 21:30 | Отчёт | Ираклий Члаидзе 19      | Очки     | Павел Ильин 17                      | Дворец спорта, Тбилиси Зрителей: 100 Судьи: Антон Махлин Арнис Озолс Алексей Чудин |
| 10 апреля 2016 21:30 | Отчёт | Константин Аникиенко 9  | Подборы  | Пэт Калатес 9                       | Дворец спорта, Тбилиси Зрителей: 100 Судьи: Антон Махлин Арнис Озолс Алексей Чудин |
| 10 апреля 2016 21:30 | Отчёт | Бека Цивцивадзе 4       | Передачи | Алексей Жуканенко, Павел Ильин по 3 | Дворец спорта, Тбилиси Зрителей: 100 Судьи: Антон Махлин Арнис Озолс Алексей Чудин |

| 10 апреля 2016 19:00 | Отчёт | Локомотив-Кубань          | 77:51    | Енисей             | «Баскет-холл», Краснодар Зрителей: 2170 Судьи: Илья Путенко Алексей Давыдов Евгений Ветров |
| 10 апреля 2016 19:00 | Отчёт | 16:10, 21:17, 19:5, 21:19 |          |                    | «Баскет-холл», Краснодар Зрителей: 2170 Судьи: Илья Путенко Алексей Давыдов Евгений Ветров |
| 10 апреля 2016 19:00 | Отчёт | Энтони Рэндольф 15        | Очки     | Ди Джей Кеннеди 14 | «Баскет-холл», Краснодар Зрителей: 2170 Судьи: Илья Путенко Алексей Давыдов Евгений Ветров |
| 10 апреля 2016 19:00 | Отчёт | Три игрока по 8           | Подборы  | Делрой Джеймс 7    | «Баскет-холл», Краснодар Зрителей: 2170 Судьи: Илья Путенко Алексей Давыдов Евгений Ветров |
| 10 апреля 2016 19:00 | Отчёт | Сергей Быков 6            | Передачи | Павел Сергеев 6    | «Баскет-холл», Краснодар Зрителей: 2170 Судьи: Илья Путенко Алексей Давыдов Евгений Ветров |

| 10 апреля 2016 16:00 | Отчёт | Байзонс                    | 86:135   | Автодор            | Спортивный центр Лоймаа, Лоймаа Зрителей: 479 Судьи: Олег Латышев Томас Травицки Андрей Шарапа |
| 10 апреля 2016 16:00 | Отчёт | 16:38, 28:29, 21:33, 21:35 |          |                    | Спортивный центр Лоймаа, Лоймаа Зрителей: 479 Судьи: Олег Латышев Томас Травицки Андрей Шарапа |
| 10 апреля 2016 16:00 | Отчёт | Роналд Кларк 33            | Очки     | Реджи Уильямс 31   | Спортивный центр Лоймаа, Лоймаа Зрителей: 479 Судьи: Олег Латышев Томас Травицки Андрей Шарапа |
| 10 апреля 2016 16:00 | Отчёт | Янник Франке 7             | Подборы  | Трэвис Питерсон 14 | Спортивный центр Лоймаа, Лоймаа Зрителей: 479 Судьи: Олег Латышев Томас Травицки Андрей Шарапа |
| 10 апреля 2016 16:00 | Отчёт | Тэйлор Тэйлое 6            | Передачи | Пол Столл 11       | Спортивный центр Лоймаа, Лоймаа Зрителей: 479 Судьи: Олег Латышев Томас Травицки Андрей Шарапа |

| 10 апреля 2016 17:00 | Отчёт | Химки                           | 100:72   | Цмоки-Минск       | «БЦМО», Химки Зрителей: 2500 Судьи: Радомир Войинович Танел Суслов Войцех Лишка |
| 10 апреля 2016 17:00 | Отчёт | 18:19, 21:14, 35:14, 26:25      |          |                   | «БЦМО», Химки Зрителей: 2500 Судьи: Радомир Войинович Танел Суслов Войцех Лишка |
| 10 апреля 2016 17:00 | Отчёт | Тайриз Райс 21                  | Очки     | Джастин Грэй 16   | «БЦМО», Химки Зрителей: 2500 Судьи: Радомир Войинович Танел Суслов Войцех Лишка |
| 10 апреля 2016 17:00 | Отчёт | Сергей Моня 6                   | Подборы  | Гаррет Стуц 9     | «БЦМО», Химки Зрителей: 2500 Судьи: Радомир Войинович Танел Суслов Войцех Лишка |
| 10 апреля 2016 17:00 | Отчёт | Зоран Драгич, Алексей Швед по 5 | Передачи | Энтони Хиллиард 7 | «БЦМО», Химки Зрителей: 2500 Судьи: Радомир Войинович Танел Суслов Войцех Лишка |

| 10 апреля 2016 17:30 | Отчёт | Нижний Новгород                       | 79:107   | ВЭФ                | ФОК «Мещерский», Нижний Новгород Зрителей: 800 Судьи: Роберт Выклицки Петри Мянтюля Евгений Михеев |
| 10 апреля 2016 17:30 | Отчёт | 22:17, 26:31, 15:27, 16:32            |          |                    | ФОК «Мещерский», Нижний Новгород Зрителей: 800 Судьи: Роберт Выклицки Петри Мянтюля Евгений Михеев |
| 10 апреля 2016 17:30 | Отчёт | Рашид Махалбашич 17                   | Очки     | Джош Харрельсон 26 | ФОК «Мещерский», Нижний Новгород Зрителей: 800 Судьи: Роберт Выклицки Петри Мянтюля Евгений Михеев |
| 10 апреля 2016 17:30 | Отчёт | Владимир Ивлев 10                     | Подборы  | Джош Харрельсон 16 | ФОК «Мещерский», Нижний Новгород Зрителей: 800 Судьи: Роберт Выклицки Петри Мянтюля Евгений Михеев |
| 10 апреля 2016 17:30 | Отчёт | Евгений Бабурин, Дмитрий Хвостов по 5 | Передачи | Франсиско Крус 10  | ФОК «Мещерский», Нижний Новгород Зрителей: 800 Судьи: Роберт Выклицки Петри Мянтюля Евгений Михеев |

| 20 апреля 2016 18:00 | Отчёт | Красный Октябрь                        | 80:114   | УНИКС                               | Дворец Спорта в Крылатском, Москва Зрителей: 150 Судьи: Семён Овинов Алексей Давыдов Алексей Ревенко |
| 20 апреля 2016 18:00 | Отчёт | 15:38, 27:25, 19:20, 19:31             |          |                                     | Дворец Спорта в Крылатском, Москва Зрителей: 150 Судьи: Семён Овинов Алексей Давыдов Алексей Ревенко |
| 20 апреля 2016 18:00 | Отчёт | Джерри Джефферсон 25                   | Очки     | Кит Лэнгфорд 20                     | Дворец Спорта в Крылатском, Москва Зрителей: 150 Судьи: Семён Овинов Алексей Давыдов Алексей Ревенко |
| 20 апреля 2016 18:00 | Отчёт | Евгений Войтюк, Джерри Джефферсон по 5 | Подборы  | Пётр Губанов, Латавиус Уильямс по 6 | Дворец Спорта в Крылатском, Москва Зрителей: 150 Судьи: Семён Овинов Алексей Давыдов Алексей Ревенко |
| 20 апреля 2016 18:00 | Отчёт | Три игрока по 4                        | Передачи | Антон Понкрашов 8                   | Дворец Спорта в Крылатском, Москва Зрителей: 150 Судьи: Семён Овинов Алексей Давыдов Алексей Ревенко |

| 21 апреля 2016 18:30 | Отчёт | Калев                      | 84:92    | Зенит           | «Саку Суурхалль», Таллин Зрителей: 300 Судьи: Роберт Выклицки Сергей Чебышев Арнис Озолс |
| 21 апреля 2016 18:30 | Отчёт | 26:21, 19:26, 23:20, 16:25 |          |                 | «Саку Суурхалль», Таллин Зрителей: 300 Судьи: Роберт Выклицки Сергей Чебышев Арнис Озолс |
| 21 апреля 2016 18:30 | Отчёт | Роландас Фрейманис 18      | Очки     | Райан Тулсон 33 | «Саку Суурхалль», Таллин Зрителей: 300 Судьи: Роберт Выклицки Сергей Чебышев Арнис Озолс |
| 21 апреля 2016 18:30 | Отчёт | Шон Кинг 13                | Подборы  | Янис Тимма 9    | «Саку Суурхалль», Таллин Зрителей: 300 Судьи: Роберт Выклицки Сергей Чебышев Арнис Озолс |
| 21 апреля 2016 18:30 | Отчёт | Стэн Сокк 7                | Передачи | Антон Пушков 3  | «Саку Суурхалль», Таллин Зрителей: 300 Судьи: Роберт Выклицки Сергей Чебышев Арнис Озолс |

## 29 тур
| 18 февраля 2016 19:00 | Отчёт | Астана                     | 60:92    | ЦСКА                                 | Велотрек «Сарыарка», Астана Зрителей: 2100 Судьи: Сергей Защук Саша Маричич Александр Сырица |
| 18 февраля 2016 19:00 | Отчёт | 19:21, 15:26, 13:27, 13:18 |          |                                      | Велотрек «Сарыарка», Астана Зрителей: 2100 Судьи: Сергей Защук Саша Маричич Александр Сырица |
| 18 февраля 2016 19:00 | Отчёт | Джерри Джонсон 18          | Очки     | Нандо де Коло, Никита Курбанов по 14 | Велотрек «Сарыарка», Астана Зрителей: 2100 Судьи: Сергей Защук Саша Маричич Александр Сырица |
| 18 февраля 2016 19:00 | Отчёт | Пэт Калатес 11             | Подборы  | Андрей Воронцевич 6                  | Велотрек «Сарыарка», Астана Зрителей: 2100 Судьи: Сергей Защук Саша Маричич Александр Сырица |
| 18 февраля 2016 19:00 | Отчёт | Джерри Джонсон 10          | Передачи | Аарон Джексон, Нандо де Коло по 6    | Велотрек «Сарыарка», Астана Зрителей: 2100 Судьи: Сергей Защук Саша Маричич Александр Сырица |

| 19 февраля 2016 19:30 | Отчёт | ВЭФ                        | 75:84    | Калев                            | «Арена Рига», Рига Зрителей: 400 Судьи: Борис Шульга Войцех Лишка Ираклий Беришвили |
| 19 февраля 2016 19:30 | Отчёт | 12:20, 18:16, 22:27, 23:21 |          |                                  | «Арена Рига», Рига Зрителей: 400 Судьи: Борис Шульга Войцех Лишка Ираклий Беришвили |
| 19 февраля 2016 19:30 | Отчёт | Марекс Мейерис 14          | Очки     | Моррис Карри 20                  | «Арена Рига», Рига Зрителей: 400 Судьи: Борис Шульга Войцех Лишка Ираклий Беришвили |
| 19 февраля 2016 19:30 | Отчёт | Марекс Мейерис 6           | Подборы  | Роландас Фрейманис 12            | «Арена Рига», Рига Зрителей: 400 Судьи: Борис Шульга Войцех Лишка Ираклий Беришвили |
| 19 февраля 2016 19:30 | Отчёт | Франсиско Крус 5           | Передачи | Мартин Дорбек, Моррис Карри по 8 | «Арена Рига», Рига Зрителей: 400 Судьи: Борис Шульга Войцех Лишка Ираклий Беришвили |

| 17 апреля 2016 15:00 | Отчёт | Цмоки-Минск                        | 86:81    | Нижний Новгород     | «Минск-Арена», Минск Зрителей: 810 Судьи: Сергей Защук Игор Драгоевич Райн Пееранди |
| 17 апреля 2016 15:00 | Отчёт | 21:23, 23:19, 18:21, 24:18         |          |                     | «Минск-Арена», Минск Зрителей: 810 Судьи: Сергей Защук Игор Драгоевич Райн Пееранди |
| 17 апреля 2016 15:00 | Отчёт | Иван Мараш 26                      | Очки     | Рашид Махалбашич 14 | «Минск-Арена», Минск Зрителей: 810 Судьи: Сергей Защук Игор Драгоевич Райн Пееранди |
| 17 апреля 2016 15:00 | Отчёт | Гаррет Стуц 13                     | Подборы  | Рашид Махалбашич 6  | «Минск-Арена», Минск Зрителей: 810 Судьи: Сергей Защук Игор Драгоевич Райн Пееранди |
| 17 апреля 2016 15:00 | Отчёт | Джастин Грэй, Бранко Миркович по 4 | Передачи | Рашид Махалбашич 6  | «Минск-Арена», Минск Зрителей: 810 Судьи: Сергей Защук Игор Драгоевич Райн Пееранди |

| 17 апреля 2016 16:00 | Отчёт | Байзонс                    | 72:109   | Красный Октябрь                        | Спортивный центр Лоймаа, Лоймаа Зрителей: 628 Судьи: Ааре Халико Милан Брзяк Ивор Матейек |
| 17 апреля 2016 16:00 | Отчёт | 25:22, 13:24, 12:24, 22:39 |          |                                        | Спортивный центр Лоймаа, Лоймаа Зрителей: 628 Судьи: Ааре Халико Милан Брзяк Ивор Матейек |
| 17 апреля 2016 16:00 | Отчёт | Янник Франке 31            | Очки     | Экене Ибекве 25                        | Спортивный центр Лоймаа, Лоймаа Зрителей: 628 Судьи: Ааре Халико Милан Брзяк Ивор Матейек |
| 17 апреля 2016 16:00 | Отчёт | Роналд Кларк 8             | Подборы  | Экене Ибекве 14                        | Спортивный центр Лоймаа, Лоймаа Зрителей: 628 Судьи: Ааре Халико Милан Брзяк Ивор Матейек |
| 17 апреля 2016 16:00 | Отчёт | Вилематти Копио 4          | Передачи | Василий Заворуев, Вячеслав Зайцев по 6 | Спортивный центр Лоймаа, Лоймаа Зрителей: 628 Судьи: Ааре Халико Милан Брзяк Ивор Матейек |

| 17 апреля 2016 16:00 | Отчёт | Нимбурк                    | 90:94    | Химки              | Спортивный комплекс Нимбурка, Нимбурк Зрителей: 1010 Судьи: Илия Белошевич Дариуш Щерба Петер Зениш |
| 17 апреля 2016 16:00 | Отчёт | 24:25, 27:13, 15:30, 24:26 |          |                    | Спортивный комплекс Нимбурка, Нимбурк Зрителей: 1010 Судьи: Илия Белошевич Дариуш Щерба Петер Зениш |
| 17 апреля 2016 16:00 | Отчёт | Войцех Грубан 18           | Очки     | Тайриз Райс 31     | Спортивный комплекс Нимбурка, Нимбурк Зрителей: 1010 Судьи: Илия Белошевич Дариуш Щерба Петер Зениш |
| 17 апреля 2016 16:00 | Отчёт | Ховард Сент-Рос 7          | Подборы  | Тайлер Ханикатт 10 | Спортивный комплекс Нимбурка, Нимбурк Зрителей: 1010 Судьи: Илия Белошевич Дариуш Щерба Петер Зениш |
| 17 апреля 2016 16:00 | Отчёт | Майкл Диксон 10            | Передачи | Алексей Швед 10    | Спортивный комплекс Нимбурка, Нимбурк Зрителей: 1010 Судьи: Илия Белошевич Дариуш Щерба Петер Зениш |

| 17 апреля 2016 19:10 | Отчёт | Енисей                     | 83:87    | УНИКС               | Дворец спорта имени Ивана Ярыгина, Красноярск Зрителей: 2500 Судьи: Антон Махлин Сергей Михайлов Антон Круглов |
| 17 апреля 2016 19:10 | Отчёт | 19:28, 18:26, 13:13, 33:20 |          |                     | Дворец спорта имени Ивана Ярыгина, Красноярск Зрителей: 2500 Судьи: Антон Махлин Сергей Михайлов Антон Круглов |
| 17 апреля 2016 19:10 | Отчёт | Ди Джей Кеннеди 14         | Очки     | Латавиус Уильямс 27 | Дворец спорта имени Ивана Ярыгина, Красноярск Зрителей: 2500 Судьи: Антон Махлин Сергей Михайлов Антон Круглов |
| 17 апреля 2016 19:10 | Отчёт | Ди Джей Кеннеди 10         | Подборы  | Латавиус Уильямс 10 | Дворец спорта имени Ивана Ярыгина, Красноярск Зрителей: 2500 Судьи: Антон Махлин Сергей Михайлов Антон Круглов |
| 17 апреля 2016 19:10 | Отчёт | Ди Джей Кеннеди 4          | Передачи | Хоаким Колом 10     | Дворец спорта имени Ивана Ярыгина, Красноярск Зрителей: 2500 Судьи: Антон Махлин Сергей Михайлов Антон Круглов |

| 20 апреля 2016 19:00 | Отчёт | Автодор | 20:01NJ | Вита | ФОК «Звездный», Саратов Зрителей: 0 |

| 28 апреля 2016 20:00 | Отчёт | Зенит                      | 79:73    | Локомотив-Кубань                   | «Сибур Арена», Санкт-Петербург Зрителей: 2500 Судьи: Илия Белошевич Ааре Халико Ингус Бауманис |
| 28 апреля 2016 20:00 | Отчёт | 23:13, 19:26, 22:23, 15:11 |          |                                    | «Сибур Арена», Санкт-Петербург Зрителей: 2500 Судьи: Илия Белошевич Ааре Халико Ингус Бауманис |
| 28 апреля 2016 20:00 | Отчёт | Райан Тулсон 23            | Очки     | Крис Синглтон 18                   | «Сибур Арена», Санкт-Петербург Зрителей: 2500 Судьи: Илия Белошевич Ааре Халико Ингус Бауманис |
| 28 апреля 2016 20:00 | Отчёт | Зебиан Дауделл 10          | Подборы  | Райан Брокхофф, Виктор Клавер по 8 | «Сибур Арена», Санкт-Петербург Зрителей: 2500 Судьи: Илия Белошевич Ааре Халико Ингус Бауманис |
| 28 апреля 2016 20:00 | Отчёт | Зебиан Дауделл 6           | Передачи | Донтэй Дрэйпер 4                   | «Сибур Арена», Санкт-Петербург Зрителей: 2500 Судьи: Илия Белошевич Ааре Халико Ингус Бауманис |

↑  БК «Вита» зачислено поражение «лишением права» счетом 0:20 из-за неявки на матч.

## 30 тур
| 14 февраля 2016 17:00 | Отчёт | Красный Октябрь            | 92:66    | Енисей                             | «Альянс-Баскет», Волгоград Зрителей: 450 Судьи: Антон Махлин Сергей Беляков Геннадий Пономарёв |
| 14 февраля 2016 17:00 | Отчёт | 22:14, 30:12, 30:12, 30:12 |          |                                    | «Альянс-Баскет», Волгоград Зрителей: 450 Судьи: Антон Махлин Сергей Беляков Геннадий Пономарёв |
| 14 февраля 2016 17:00 | Отчёт | Джерри Джефферсон 32       | Очки     | Ди Джей Кеннеди 12                 | «Альянс-Баскет», Волгоград Зрителей: 450 Судьи: Антон Махлин Сергей Беляков Геннадий Пономарёв |
| 14 февраля 2016 17:00 | Отчёт | Джерри Джефферсон 1        | Подборы  | Ди Джей Кеннеди, Тим Ольбрехт по 8 | «Альянс-Баскет», Волгоград Зрителей: 450 Судьи: Антон Махлин Сергей Беляков Геннадий Пономарёв |
| 14 февраля 2016 17:00 | Отчёт | Четыре игрока по 4         | Передачи | Делрой Джеймс, Тони Тэйлор по 3    | «Альянс-Баскет», Волгоград Зрителей: 450 Судьи: Антон Махлин Сергей Беляков Геннадий Пономарёв |

| 24 апреля 2016 17:00 | Отчёт | Химки                      | 128:87   | Астана                           | «БЦМО», Химки Зрителей: 1300 Судьи: Марцин Ковальски Андрис Аукоргес Иво Долинек |
| 24 апреля 2016 17:00 | Отчёт | 31:18, 34:23, 26:23, 37:23 |          |                                  | «БЦМО», Химки Зрителей: 1300 Судьи: Марцин Ковальски Андрис Аукоргес Иво Долинек |
| 24 апреля 2016 17:00 | Отчёт | Егор Вяльцев 40            | Очки     | Кирилл Натяжко 18                | «БЦМО», Химки Зрителей: 1300 Судьи: Марцин Ковальски Андрис Аукоргес Иво Долинек |
| 24 апреля 2016 17:00 | Отчёт | Джош Бун 8                 | Подборы  | Кирилл Натяжко 8                 | «БЦМО», Химки Зрителей: 1300 Судьи: Марцин Ковальски Андрис Аукоргес Иво Долинек |
| 24 апреля 2016 17:00 | Отчёт | Тайриз Райс 17             | Передачи | Джерри Джонсон, Кеннет Хэйс по 5 | «БЦМО», Химки Зрителей: 1300 Судьи: Марцин Ковальски Андрис Аукоргес Иво Долинек |

| 17 февраля 2016 21:00 | Отчёт | Вита                                | 63:77    | Байзонс        | Дворец спорта, Тбилиси Зрителей: 110 Судьи: Алексей Давыдов Владислав Исаченко Алексей Чудин |
| 17 февраля 2016 21:00 | Отчёт | 13:18, 13:20, 18:18, 19:21          |          |                | Дворец спорта, Тбилиси Зрителей: 110 Судьи: Алексей Давыдов Владислав Исаченко Алексей Чудин |
| 17 февраля 2016 21:00 | Отчёт | Даниэль Беджарано 18                | Очки     | Мартин Зено 21 | Дворец спорта, Тбилиси Зрителей: 110 Судьи: Алексей Давыдов Владислав Исаченко Алексей Чудин |
| 17 февраля 2016 21:00 | Отчёт | Даниэль Беджарано, Омар Томас по 10 | Подборы  | Ике Удано 11   | Дворец спорта, Тбилиси Зрителей: 110 Судьи: Алексей Давыдов Владислав Исаченко Алексей Чудин |
| 17 февраля 2016 21:00 | Отчёт | Андре Джонс, Бека Цивцивадзе по 4   | Передачи | Пол Хилл 5     | Дворец спорта, Тбилиси Зрителей: 110 Судьи: Алексей Давыдов Владислав Исаченко Алексей Чудин |

| 23 апреля 2016 14:00 | Отчёт | ЦСКА                       | 101:90   | Автодор            | Универсальный спортивный комплекс ЦСКА, Москва Зрителей: 1200 Судьи: Синиша Херцег Марек Цмикевич Урош Обркнежевич |
| 23 апреля 2016 14:00 | Отчёт | 23:28, 26:16, 27:25, 25:21 |          |                    | Универсальный спортивный комплекс ЦСКА, Москва Зрителей: 1200 Судьи: Синиша Херцег Марек Цмикевич Урош Обркнежевич |
| 23 апреля 2016 14:00 | Отчёт | Михаил Кулагин 21          | Очки     | Трэвис Питерсон 21 | Универсальный спортивный комплекс ЦСКА, Москва Зрителей: 1200 Судьи: Синиша Херцег Марек Цмикевич Урош Обркнежевич |
| 23 апреля 2016 14:00 | Отчёт | Никита Курбанов 10         | Подборы  | Артём Клименко 7   | Универсальный спортивный комплекс ЦСКА, Москва Зрителей: 1200 Судьи: Синиша Херцег Марек Цмикевич Урош Обркнежевич |
| 23 апреля 2016 14:00 | Отчёт | Нандо де Коло 6            | Передачи | Пол Столл 10       | Универсальный спортивный комплекс ЦСКА, Москва Зрителей: 1200 Судьи: Синиша Херцег Марек Цмикевич Урош Обркнежевич |

| 23 апреля 2016 16:00 | Отчёт | Нижний Новгород            | 91:76    | Нимбурк          | ФОК «Мещерский», Нижний Новгород Зрителей: 800 Судьи: Милия Войинович Ааре Халико Ингус Бауманис |
| 23 апреля 2016 16:00 | Отчёт | 19:16, 27:20, 25:20, 20:20 |          |                  | ФОК «Мещерский», Нижний Новгород Зрителей: 800 Судьи: Милия Войинович Ааре Халико Ингус Бауманис |
| 23 апреля 2016 16:00 | Отчёт | Дмитрий Хвостов 23         | Очки     | Чейссон Рэндл 18 | ФОК «Мещерский», Нижний Новгород Зрителей: 800 Судьи: Милия Войинович Ааре Халико Ингус Бауманис |
| 23 апреля 2016 16:00 | Отчёт | Владимир Ивлев 14          | Подборы  | Майкл Диксон 5   | ФОК «Мещерский», Нижний Новгород Зрителей: 800 Судьи: Милия Войинович Ааре Халико Ингус Бауманис |
| 23 апреля 2016 16:00 | Отчёт | Дмитрий Хвостов 8          | Передачи | Три игрока по 4  | ФОК «Мещерский», Нижний Новгород Зрителей: 800 Судьи: Милия Войинович Ааре Халико Ингус Бауманис |

| 24 апреля 2016 17:00 | Отчёт | Калев                      | 81:73    | Цмоки-Минск        | «Саку Суурхалль», Таллин Зрителей: 550 Судьи: Борис Шульга Антон Махлин Алексей Чудин |
| 24 апреля 2016 17:00 | Отчёт | 23:13, 21:26, 15:20, 22:14 |          |                    | «Саку Суурхалль», Таллин Зрителей: 550 Судьи: Борис Шульга Антон Махлин Алексей Чудин |
| 24 апреля 2016 17:00 | Отчёт | Роландас Фрейманис 31      | Очки     | Энтони Хиллиард 18 | «Саку Суурхалль», Таллин Зрителей: 550 Судьи: Борис Шульга Антон Махлин Алексей Чудин |
| 24 апреля 2016 17:00 | Отчёт | Шон Кинг 25                | Подборы  | Энтони Хиллиард 11 | «Саку Суурхалль», Таллин Зрителей: 550 Судьи: Борис Шульга Антон Махлин Алексей Чудин |
| 24 апреля 2016 17:00 | Отчёт | Стэн Сокк 7                | Передачи | Джастин Грэй 8     | «Саку Суурхалль», Таллин Зрителей: 550 Судьи: Борис Шульга Антон Махлин Алексей Чудин |

| 24 апреля 2016 16:00 | Отчёт | Локомотив-Кубань          | 71:63    | ВЭФ               | «Баскет-холл», Краснодар Зрителей: 2479 Судьи: Милия Войинович Александр Сырица Райн Пееранди |
| 24 апреля 2016 16:00 | Отчёт | 19:20, 17:16, 26:10, 9:17 |          |                   | «Баскет-холл», Краснодар Зрителей: 2479 Судьи: Милия Войинович Александр Сырица Райн Пееранди |
| 24 апреля 2016 16:00 | Отчёт | Энтони Рэндольф 22        | Очки     | Джон Бостич 19    | «Баскет-холл», Краснодар Зрителей: 2479 Судьи: Милия Войинович Александр Сырица Райн Пееранди |
| 24 апреля 2016 16:00 | Отчёт | Виктор Клавер 9           | Подборы  | Джош Харрельсон 5 | «Баскет-холл», Краснодар Зрителей: 2479 Судьи: Милия Войинович Александр Сырица Райн Пееранди |
| 24 апреля 2016 16:00 | Отчёт | Малькольм Дилэйни 4       | Передачи | Франсиско Крус 4  | «Баскет-холл», Краснодар Зрителей: 2479 Судьи: Милия Войинович Александр Сырица Райн Пееранди |

| 24 апреля 2016 15:00 | Отчёт | Зенит                      | 89:65    | УНИКС                              | «Сибур Арена», Санкт-Петербург Зрителей: 3600 Судьи: Синиша Херцег Марек Цмикевич Урош Обркнежевич |
| 24 апреля 2016 15:00 | Отчёт | 23:20, 28:19, 15:14, 23:12 |          |                                    | «Сибур Арена», Санкт-Петербург Зрителей: 3600 Судьи: Синиша Херцег Марек Цмикевич Урош Обркнежевич |
| 24 апреля 2016 15:00 | Отчёт | Янис Тимма 17              | Очки     | Латавиус Уильямс 15                | «Сибур Арена», Санкт-Петербург Зрителей: 3600 Судьи: Синиша Херцег Марек Цмикевич Урош Обркнежевич |
| 24 апреля 2016 15:00 | Отчёт | Омар Томас 7               | Подборы  | Артем Параховский 11               | «Сибур Арена», Санкт-Петербург Зрителей: 3600 Судьи: Синиша Херцег Марек Цмикевич Урош Обркнежевич |
| 24 апреля 2016 15:00 | Отчёт | Зебиан Дауделл 6           | Передачи | Хоаким Колом, Антон Понкрашов по 5 | «Сибур Арена», Санкт-Петербург Зрителей: 3600 Судьи: Синиша Херцег Марек Цмикевич Урош Обркнежевич |